# North American X-15
X-15 — экспериментальный ракетоплан фирмы North American Aviation, США. На нём совершены первые гиперзвуковые и суборбитальные космические полёты человека. Завершал лётные исследования достижения предельных скоростей в программах X. По состоянию на 2024 год является самым быстрым пилотируемым летательным аппаратом в истории авиации.
Непосредственная задача проекта X-15 — исследования для проекта пилотируемого суборбитального гиперзвукового бомбардировщика X-20 Dyna Soar. Изучение полёта крылатого аппарата на гиперзвуковых скоростях, на границе и вне атмосферы. Оценка теплозащиты, ручного управления в верхних слоях атмосферы, управляемой посадки. Концепция проекта утверждена ВВС США в 1954 году по предложению НАСА. В соревновании проектов за контракт участвовали четыре компании:
- Bell Aircraft,
- McDonnell Aircraft,

- Republic Aviation Company,
- North American Aviation (в 1967 году слияние с Rockwell, в 1996 — с Boeing) — получила заказ ВВС.

X-15 официально именовали «пилотируемым исследовательским аппаратом» (англ. manned research vehicle). Программа лётных испытаний преждевременно свёрнута в октябре 1968, вскоре после катастрофы наиболее доработанного третьего X-15.
Исследования стали основой уже гражданской научной программы НАСА Space Transportation System (STS, «Космический челнок») тогда же, в октябре 1968.

## История

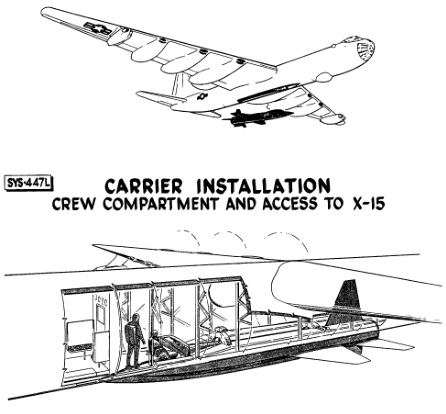
Концепт арт.

Прогнозы развития сил ракетно-ядерного вооружения СССР и его союзников, их противовоздушной обороны поставили военно-политическое руководство США перед проблемой возможного нанесения ядерного удара по стратегическим объектам в соцстранах. Была поставлена задача разработки межконтинентальных средств доставки ядерного оружия, способных преодолеть систему противовоздушной обороны будущего. Для этого предполагалось создание беспилотных (ракетных) вооружений (межконтинентальных баллистических и крылатых ракет) и пилотируемых гиперзвуковых летательных аппаратов, способных прицельно применить ядерное оружие с высот, недосягаемых для перспективных средств ПВО СССР. Лётные испытания X-15 задумывались как этап пилотируемого проекта. Запуск 4 октября 1957 г. Советским Союзом первого искусственного спутника Земли подтвердил важность задачи и привёл к дополнительной задаче: противоспутниковое оружие. Как отмечает историк американской авиации и космонавтики Мишель Эванс, X-15 задумывался для противостояния возникшей «красной угрозе», — как американский ответ на советский военно-космический вызов.

## Галерея
На земле

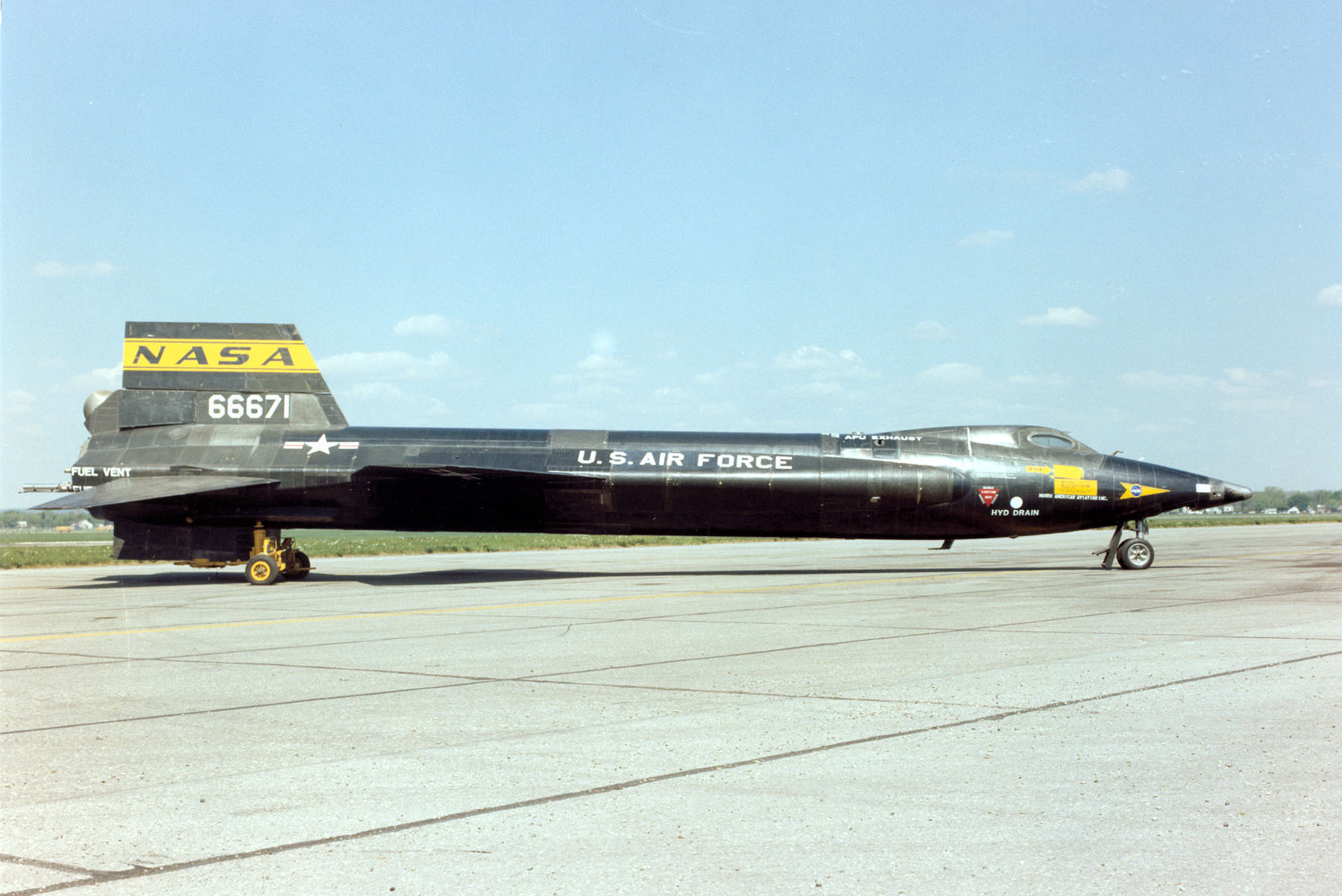
X-15A-2 вид в профиль.
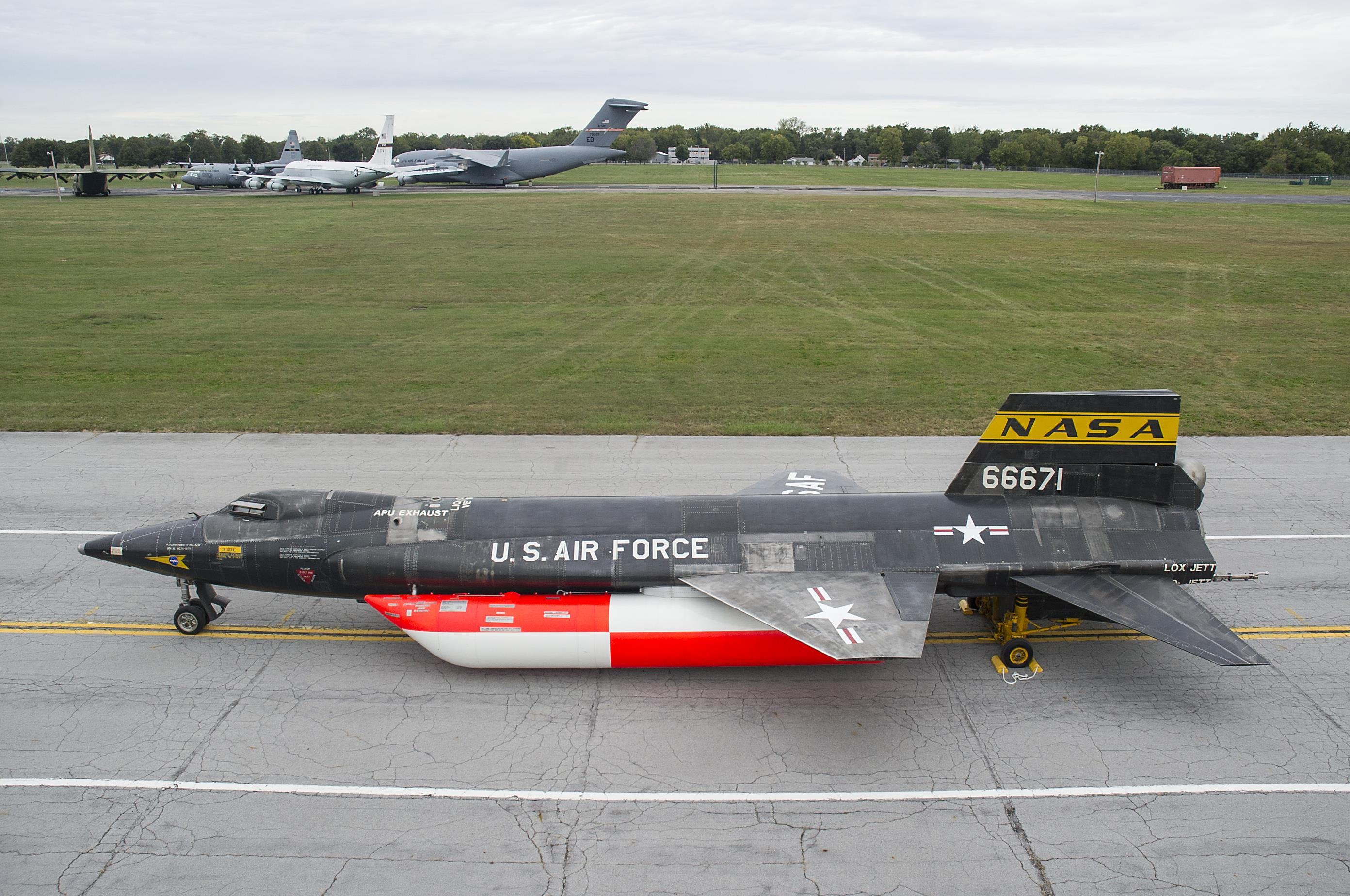
X-15A-2
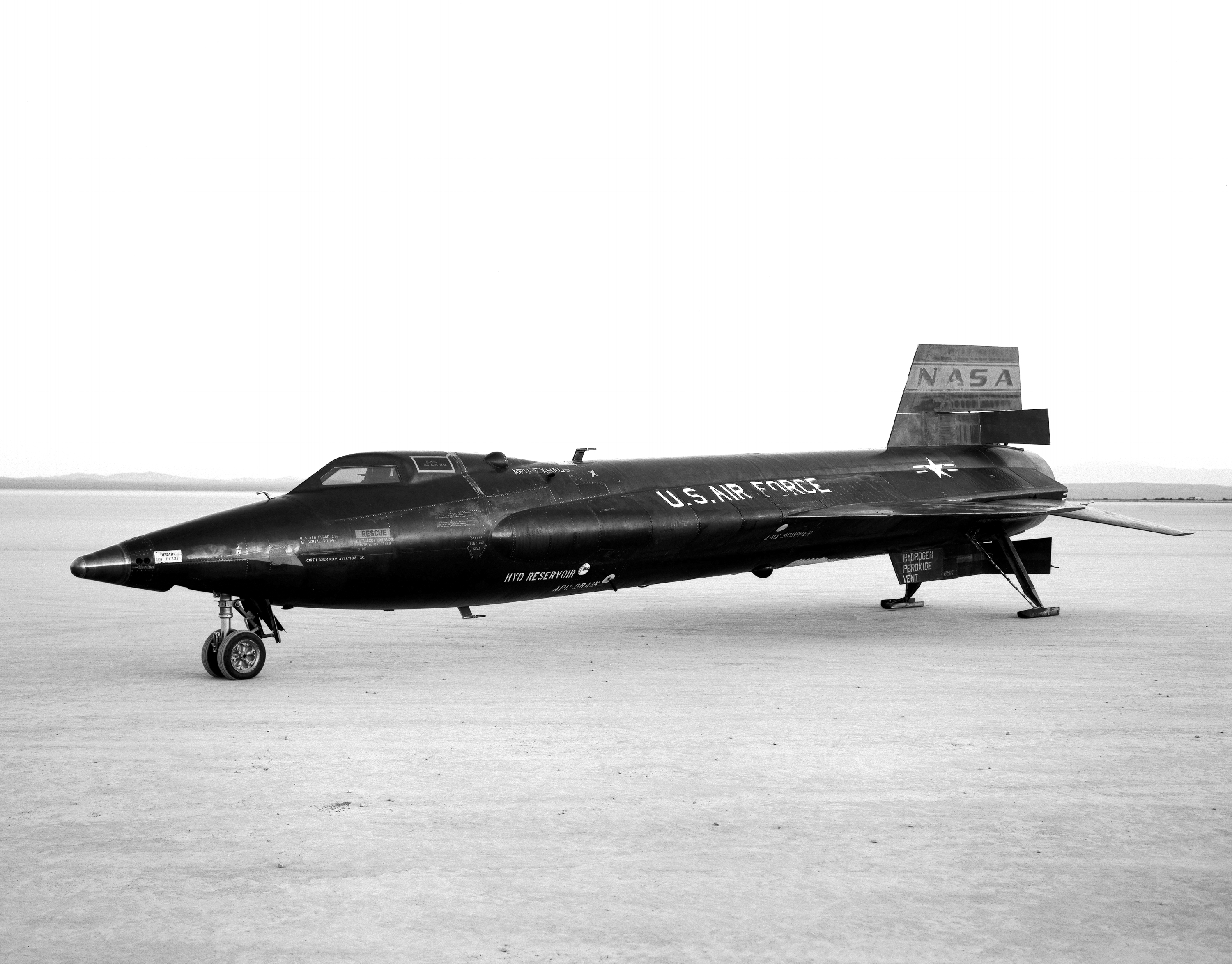
X-15 в Калифорнии.
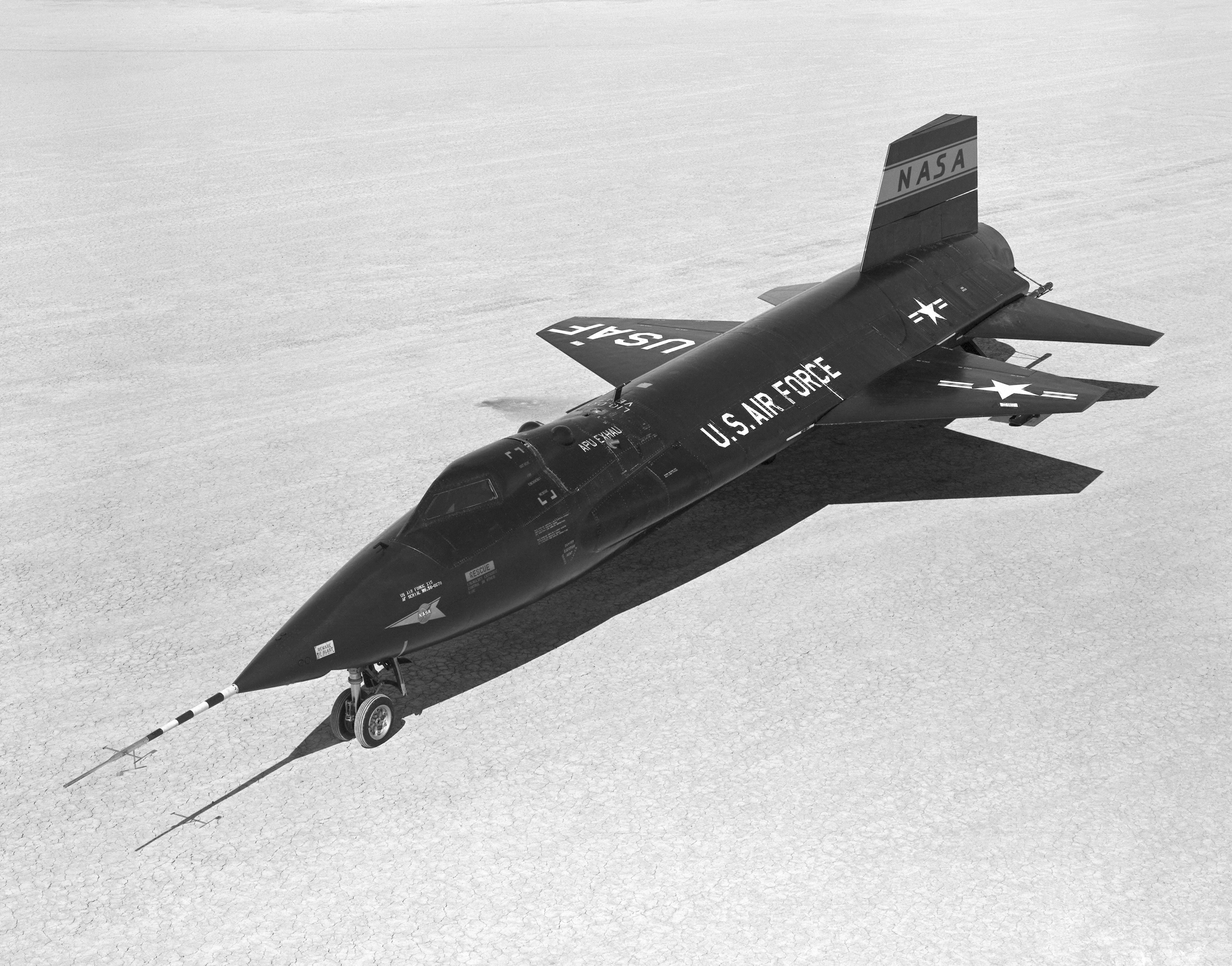
Вид сверху.
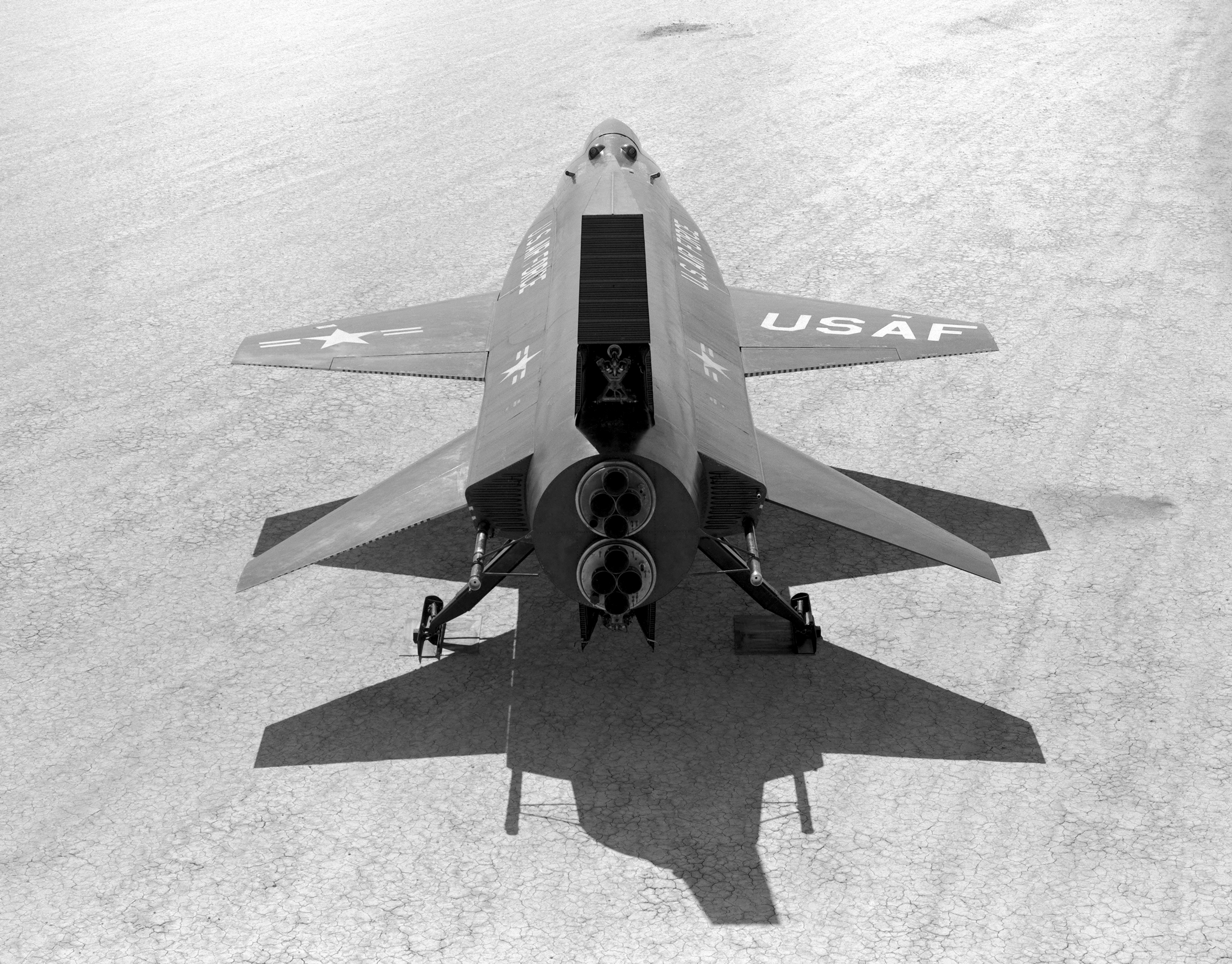
Вид сзади.

Транспортировка

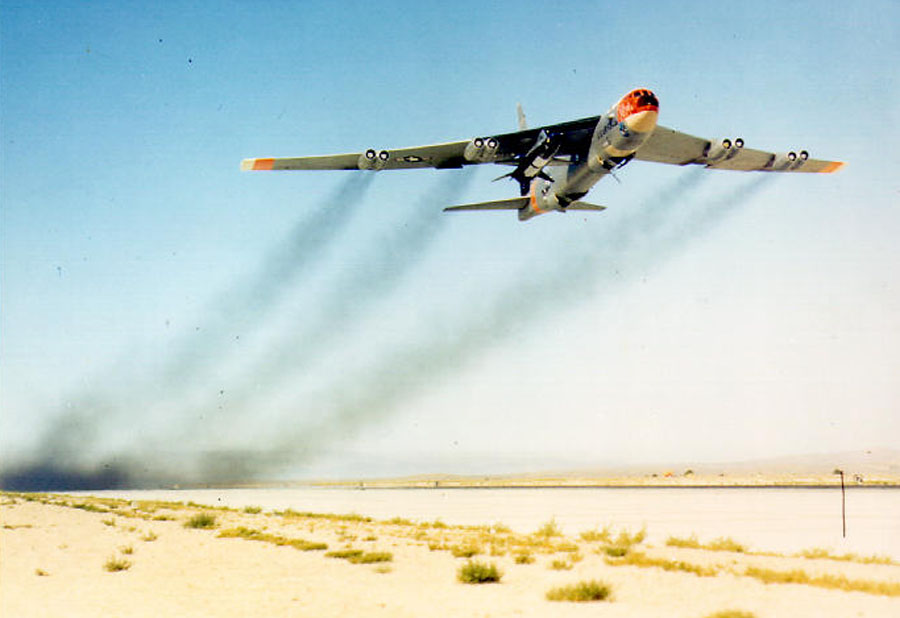
Отрыв от земли.
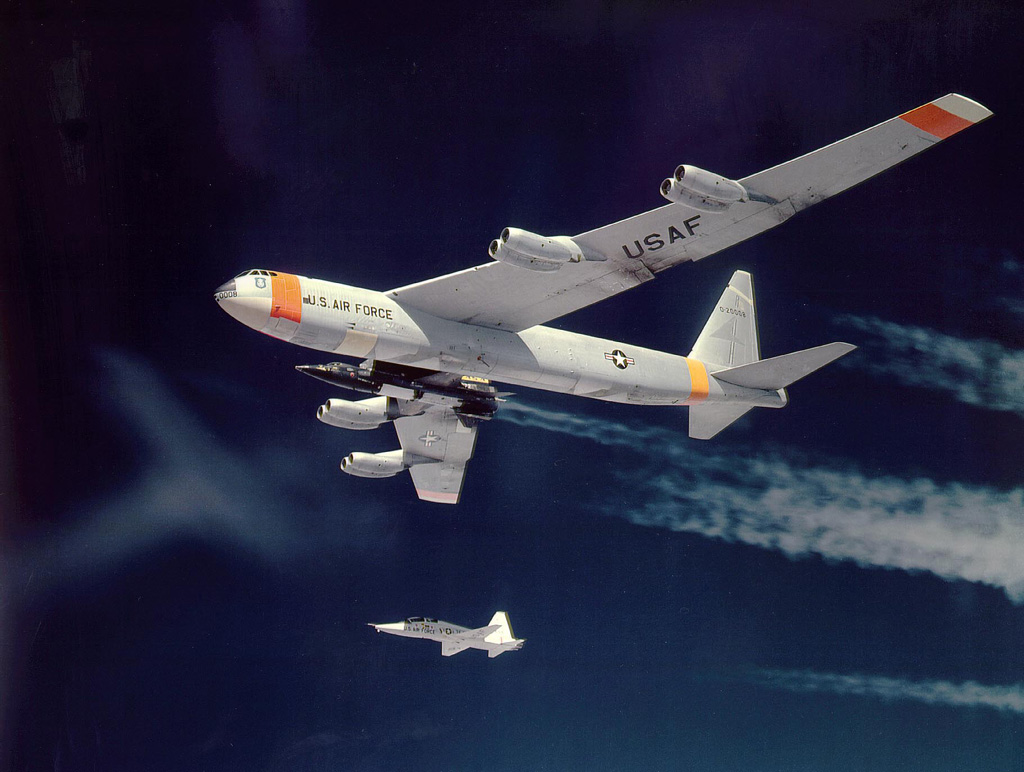
Под днищем самолёта-носителя Balls 8.
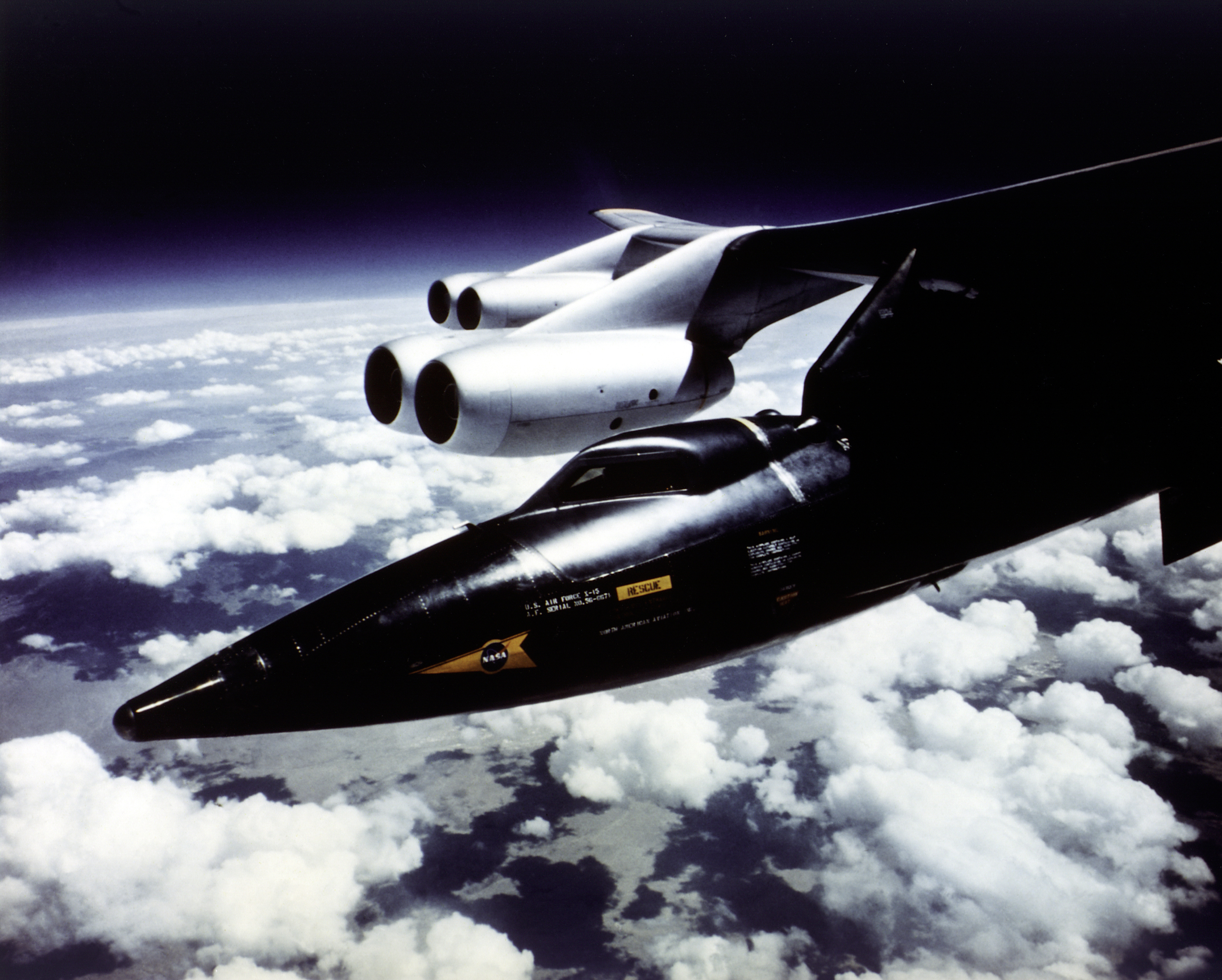
Вид с носителя.
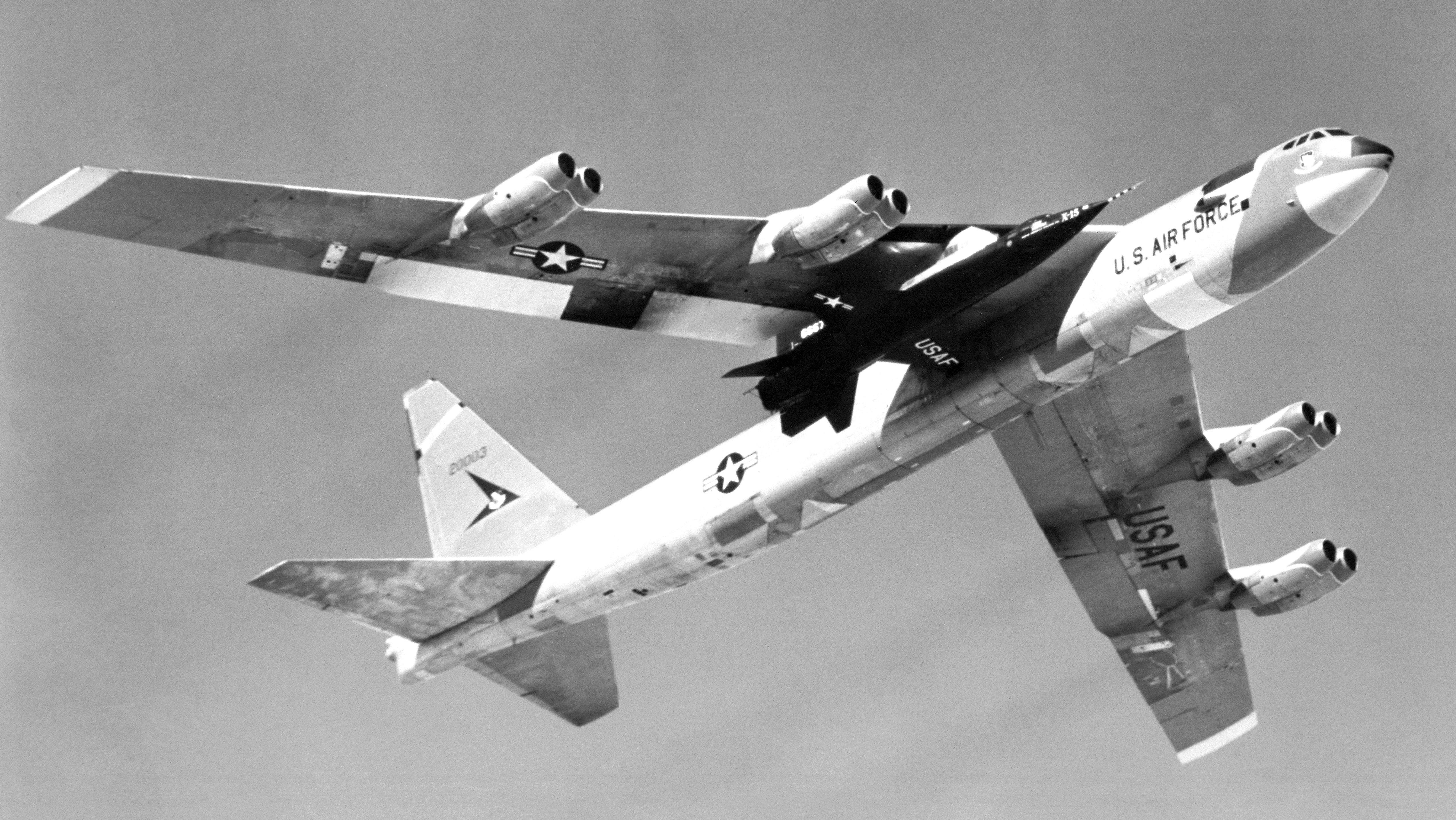
Под правым крылом.
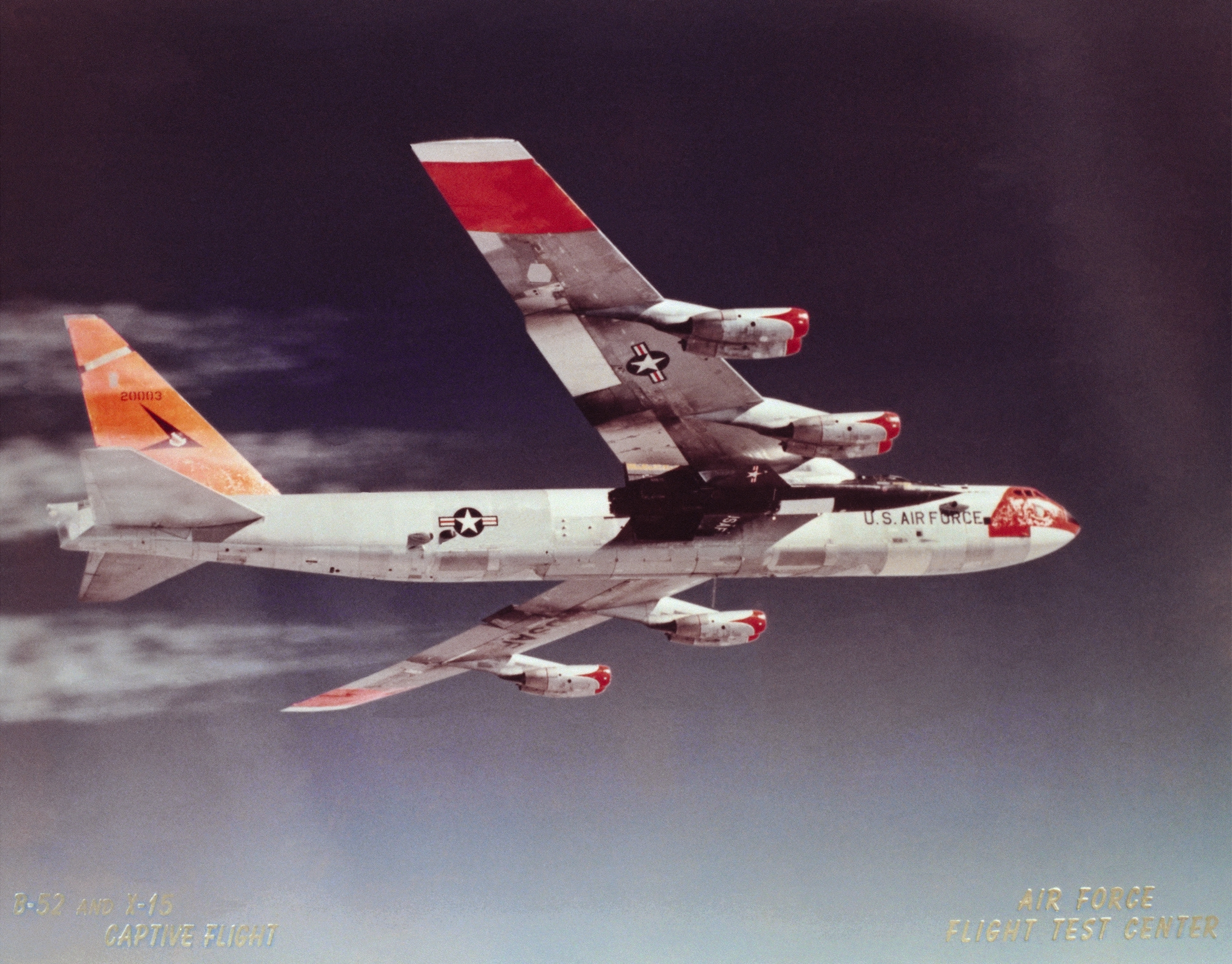
Цветная фотография.
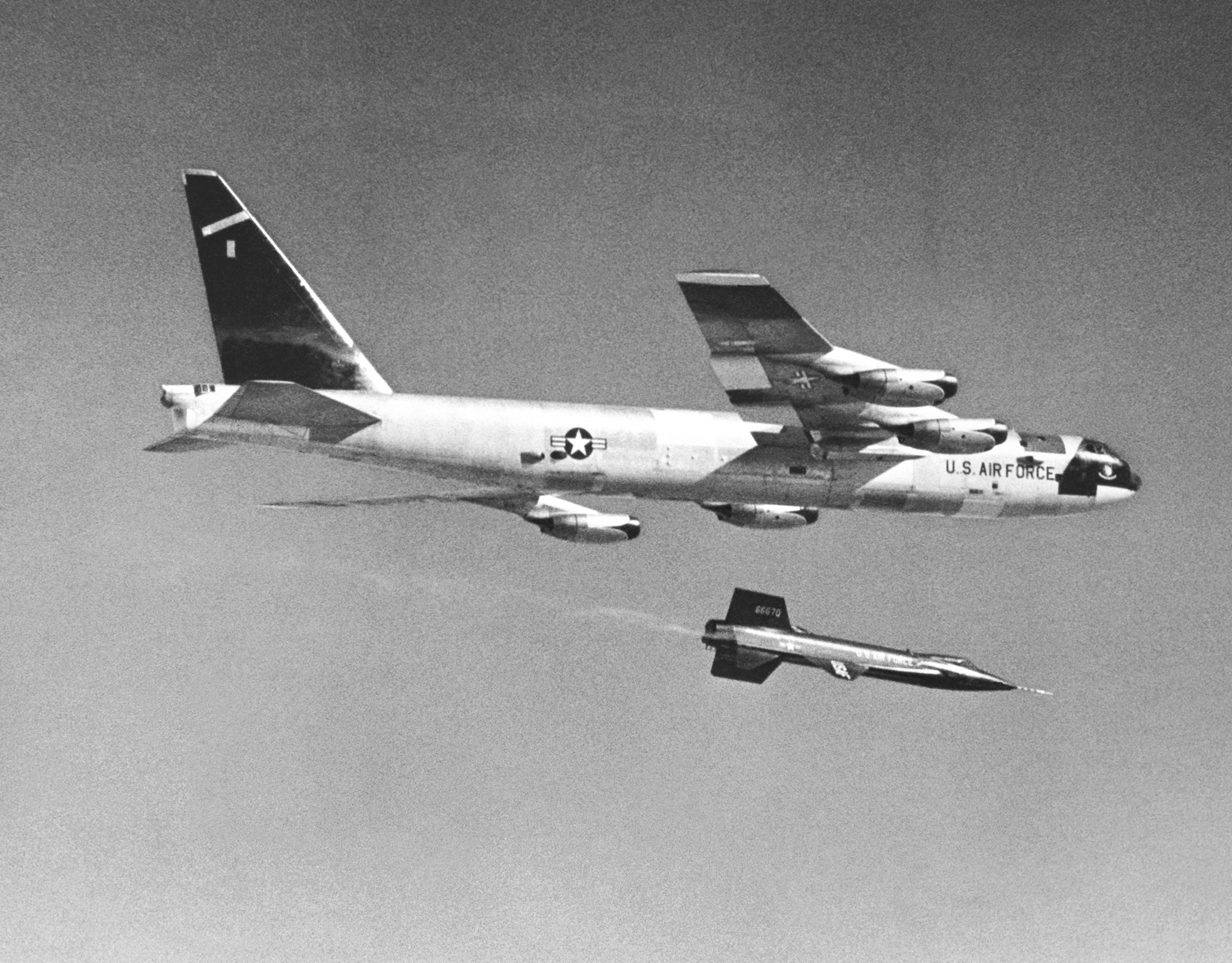
Момент отделения.
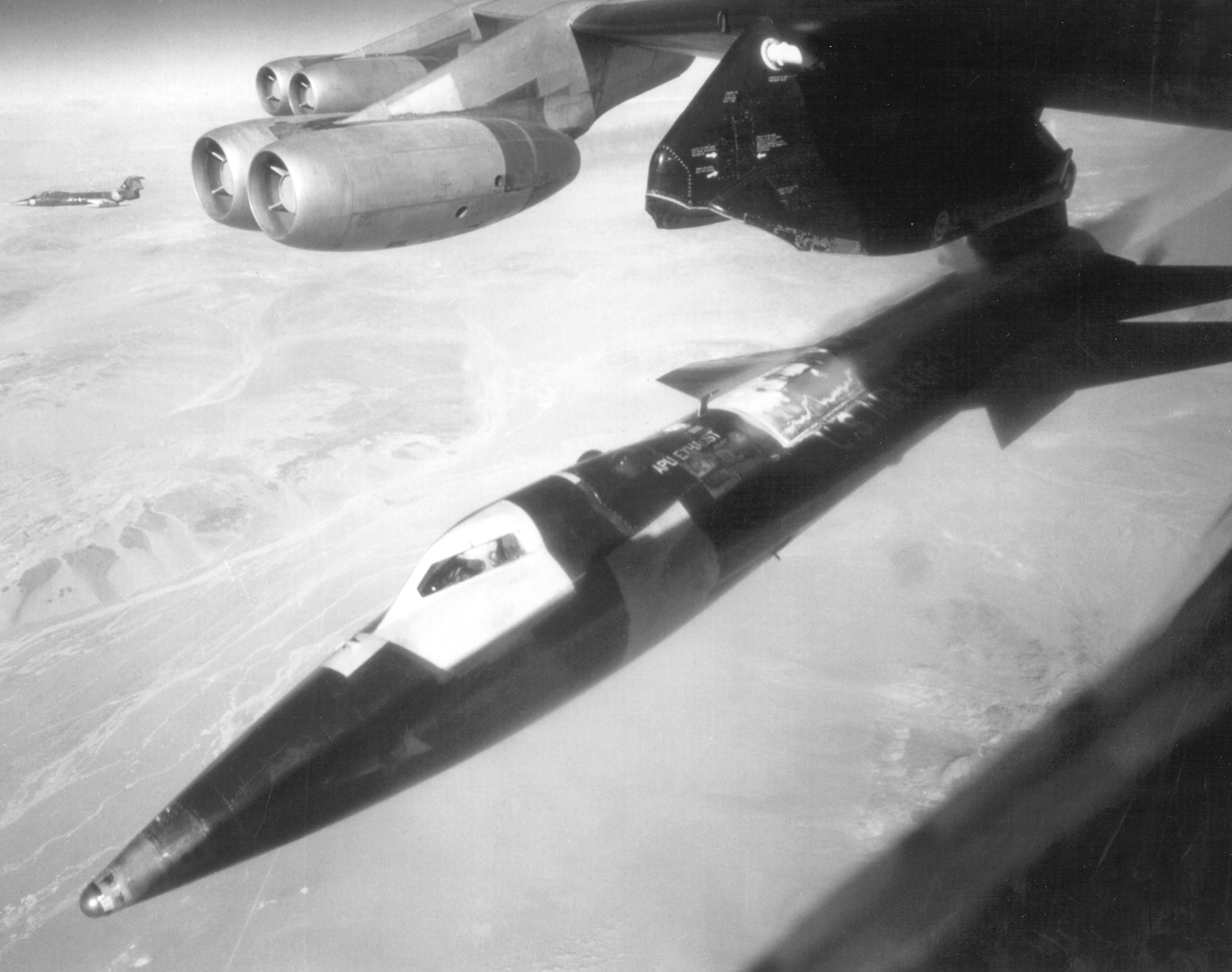
Момент отделения — вид с носителя.
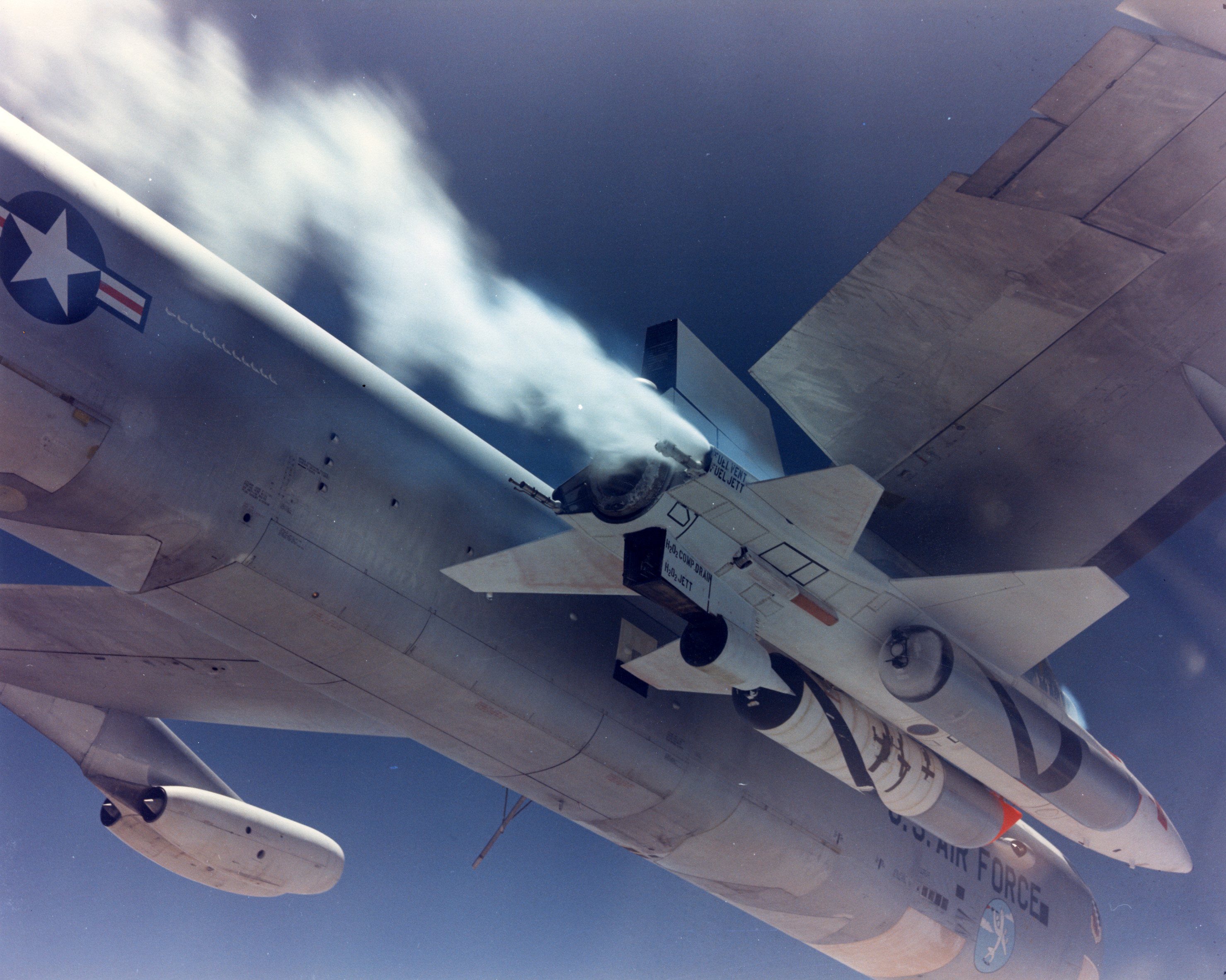
Момент отделения — X-15A2.

Полёт

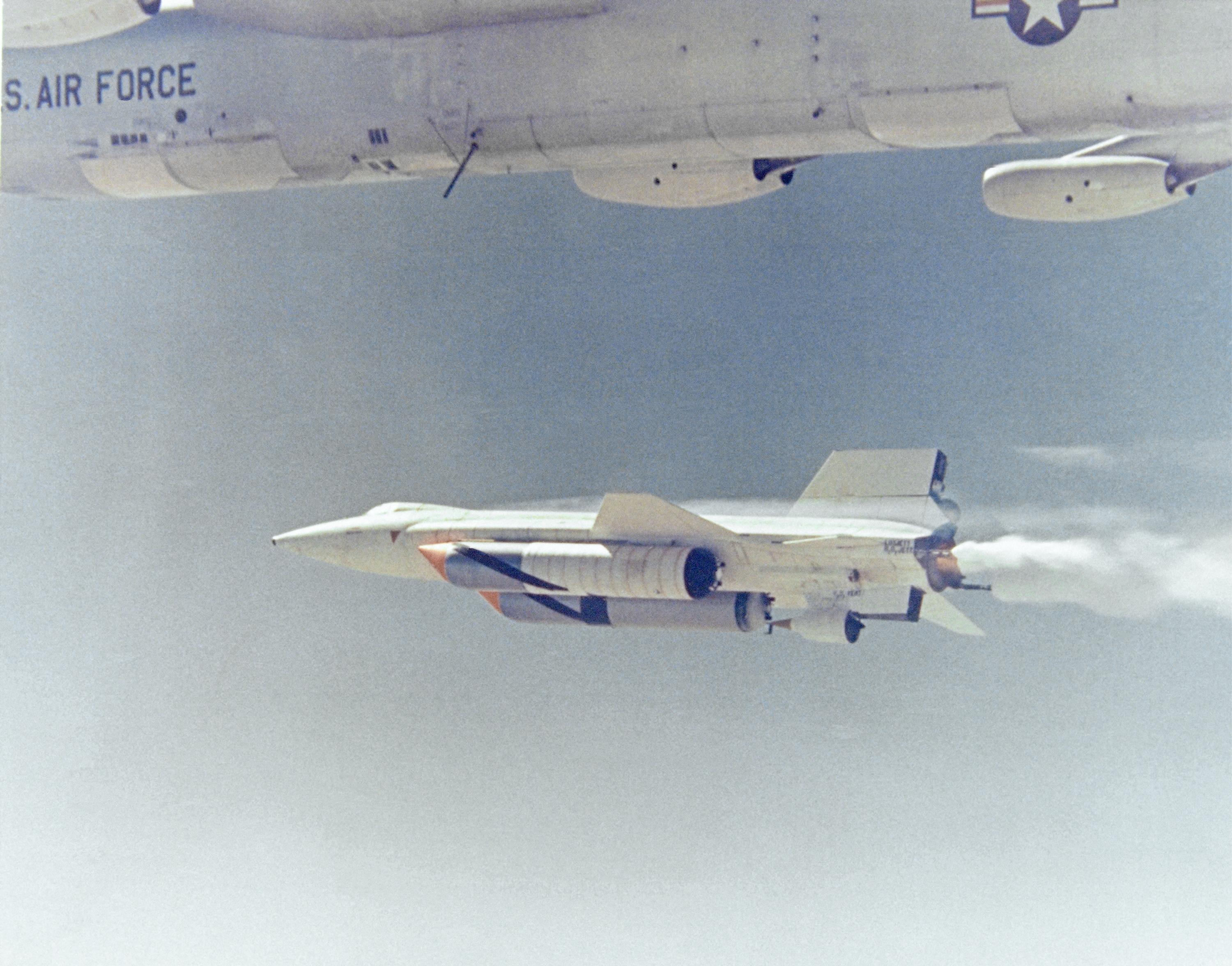
X-15A2
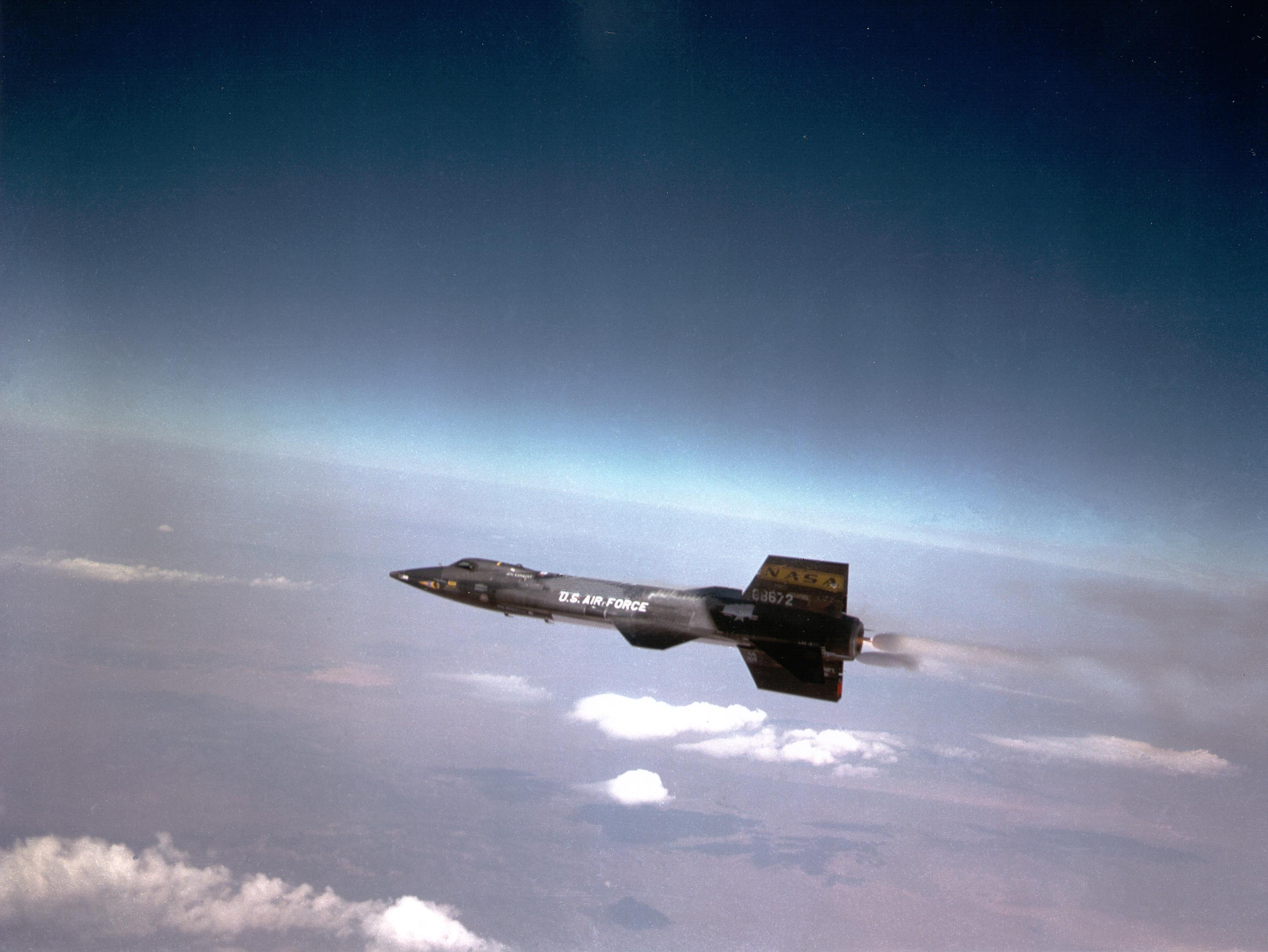
В верхних слоях атмосферы.
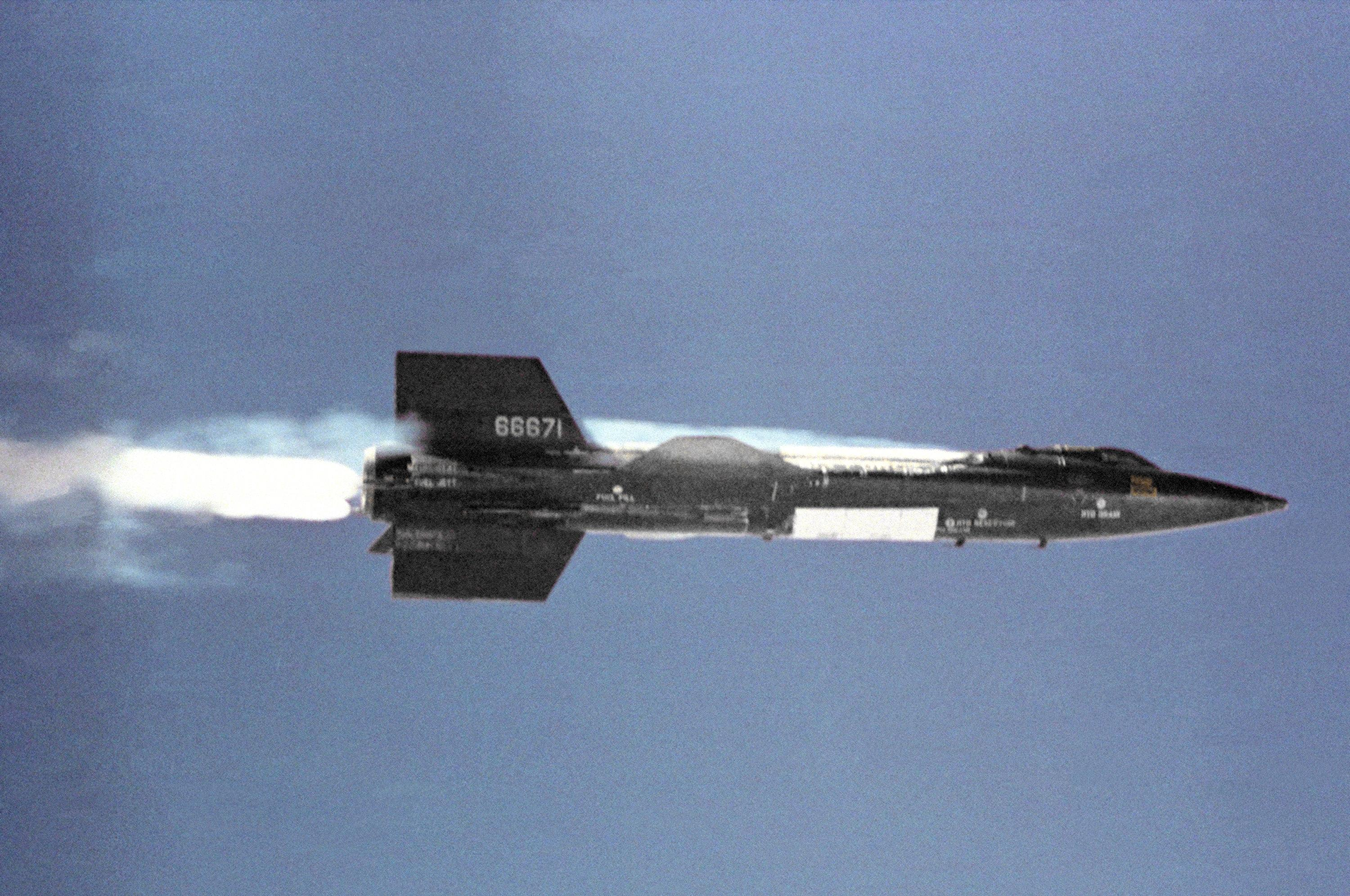
Вид сбоку.

Посадка

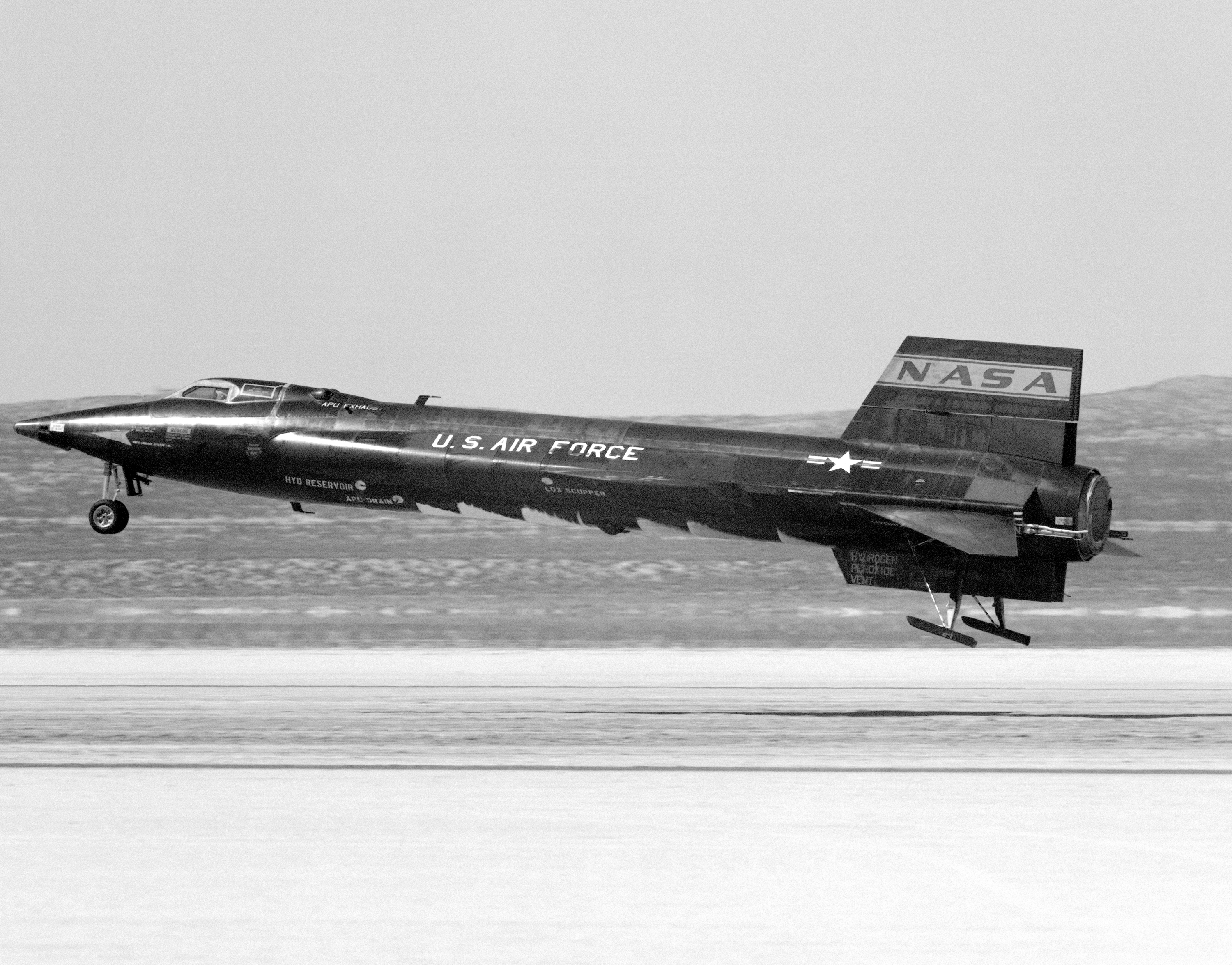
Возвращение на землю.
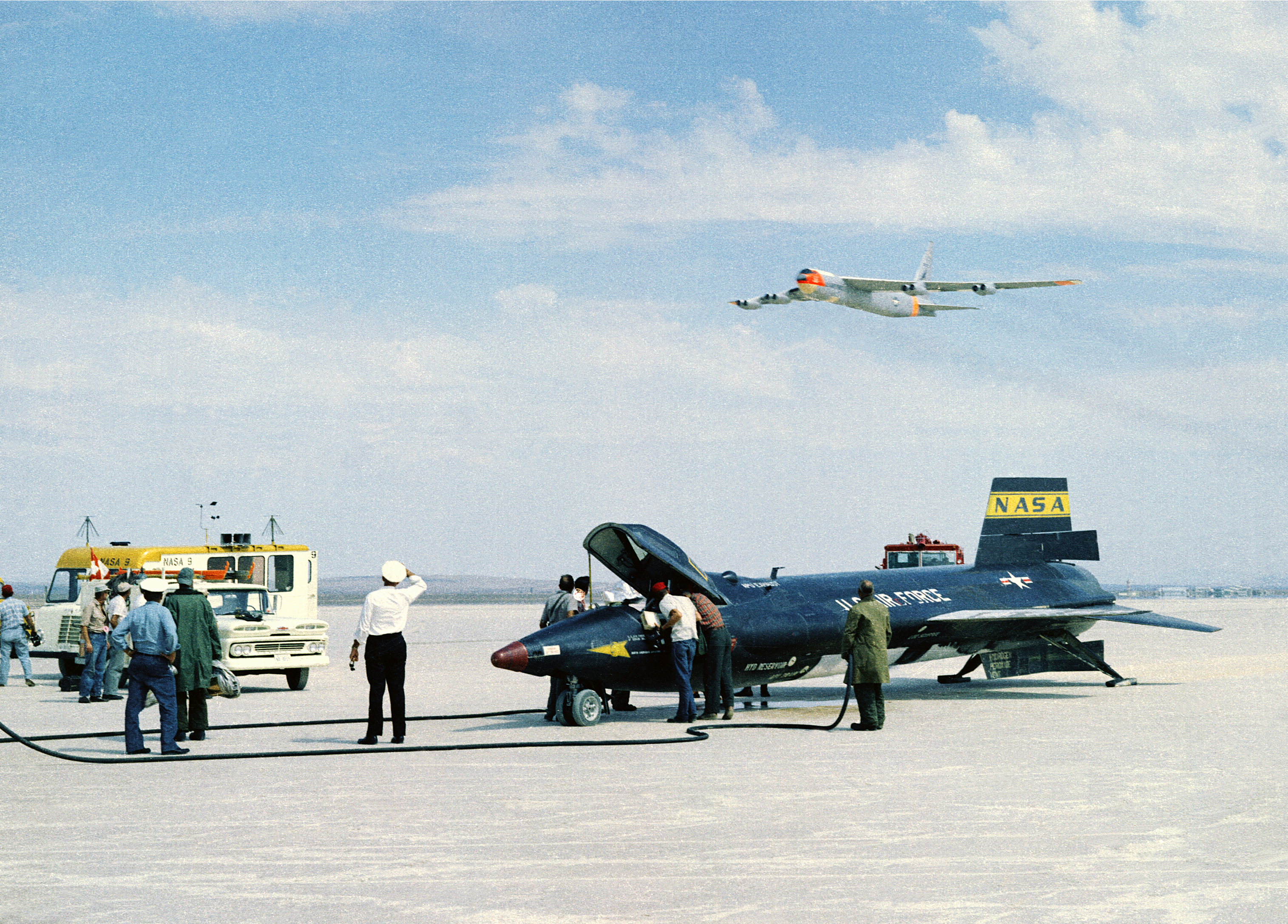
После приземления.

В музее

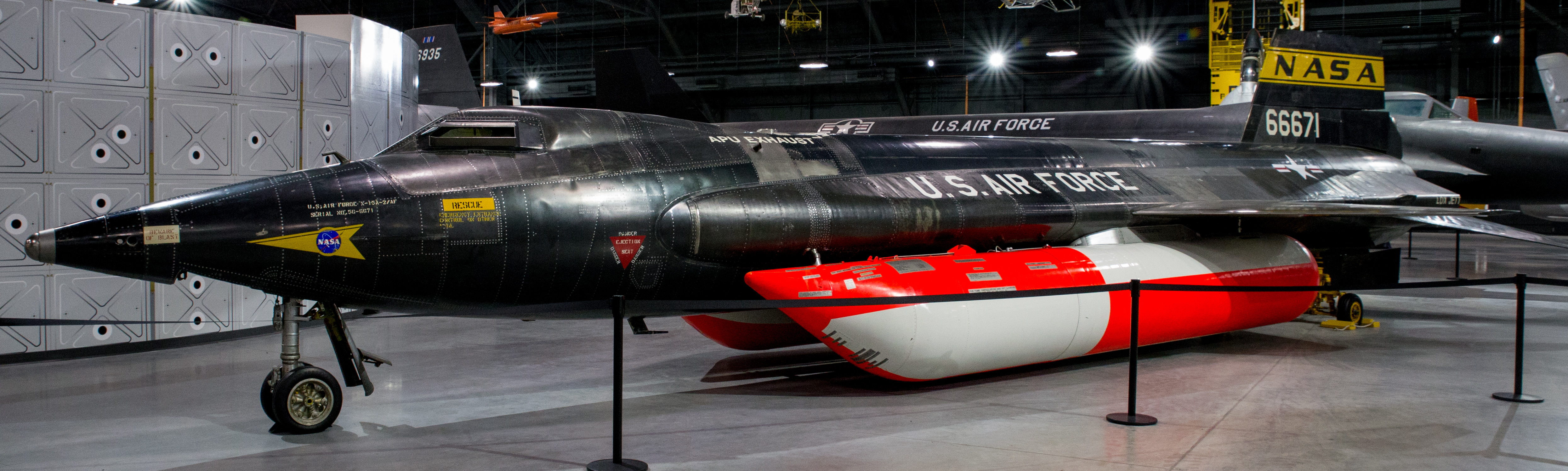
X-15A-2 в музее
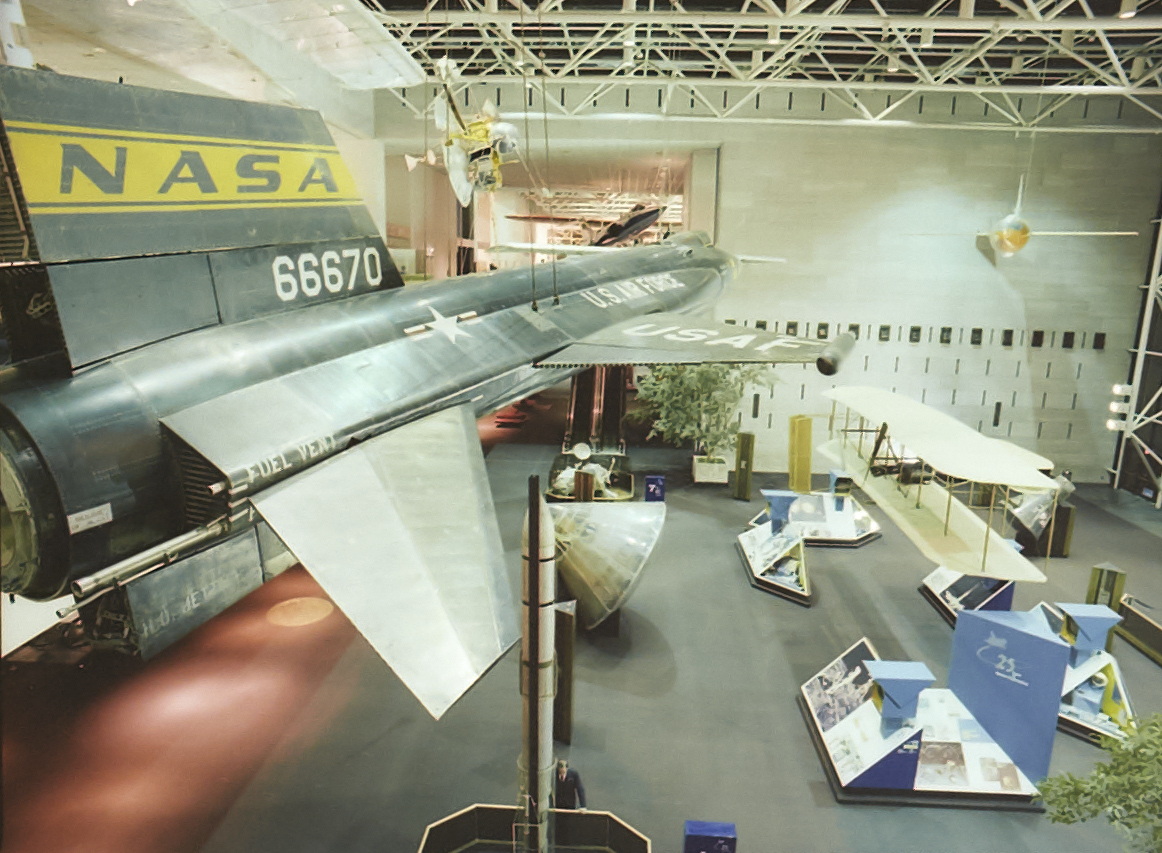
1983 год.
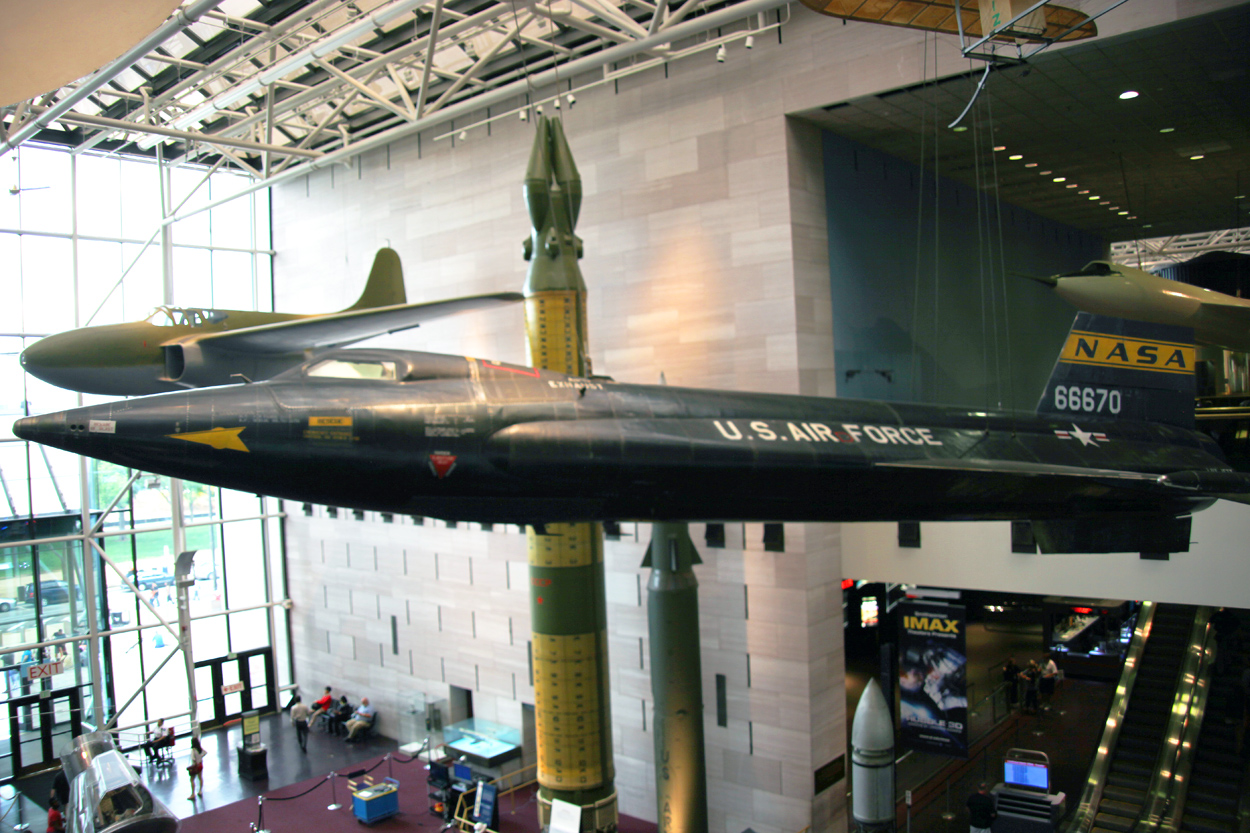
Подвешен под потолком.
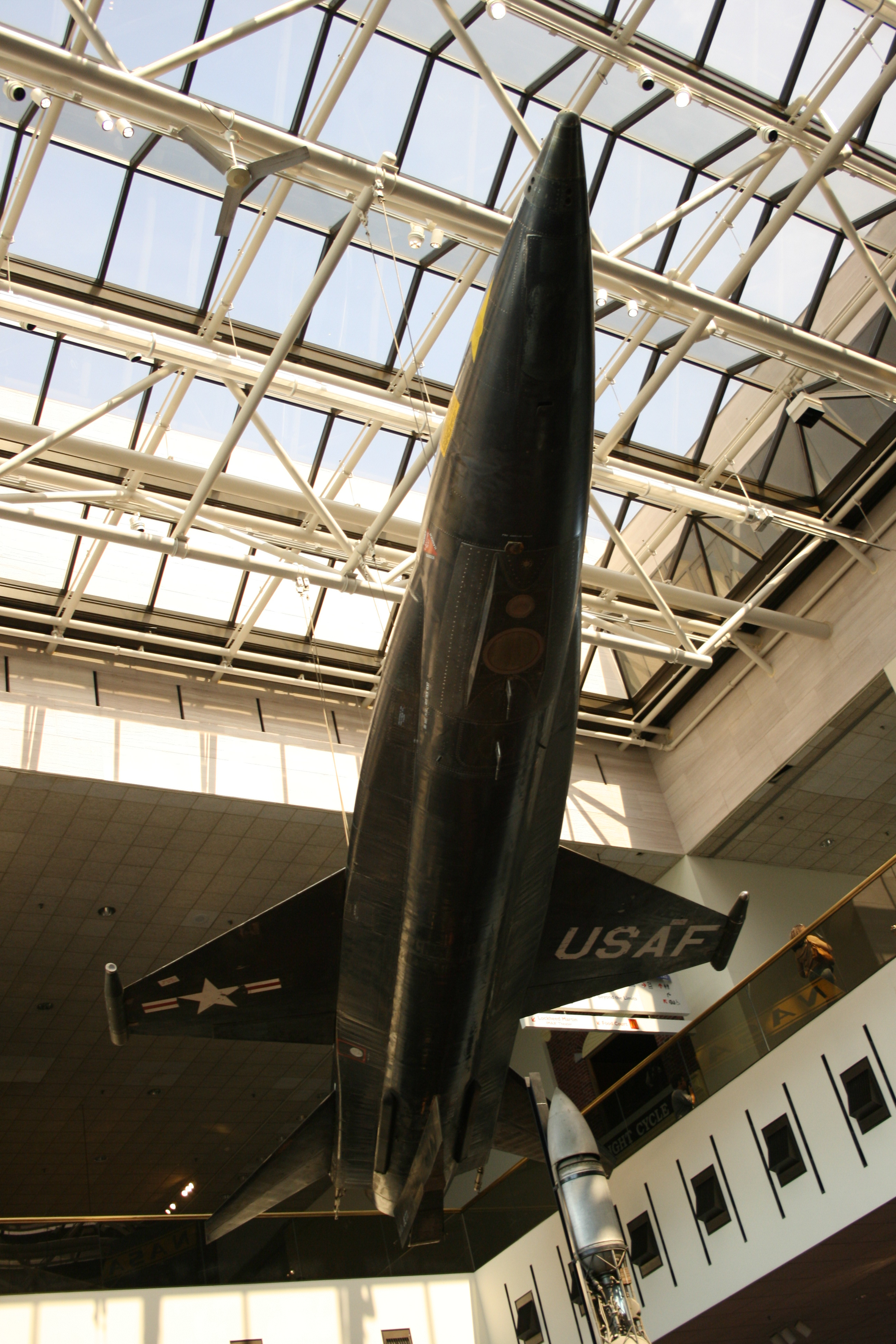
Вид снизу.
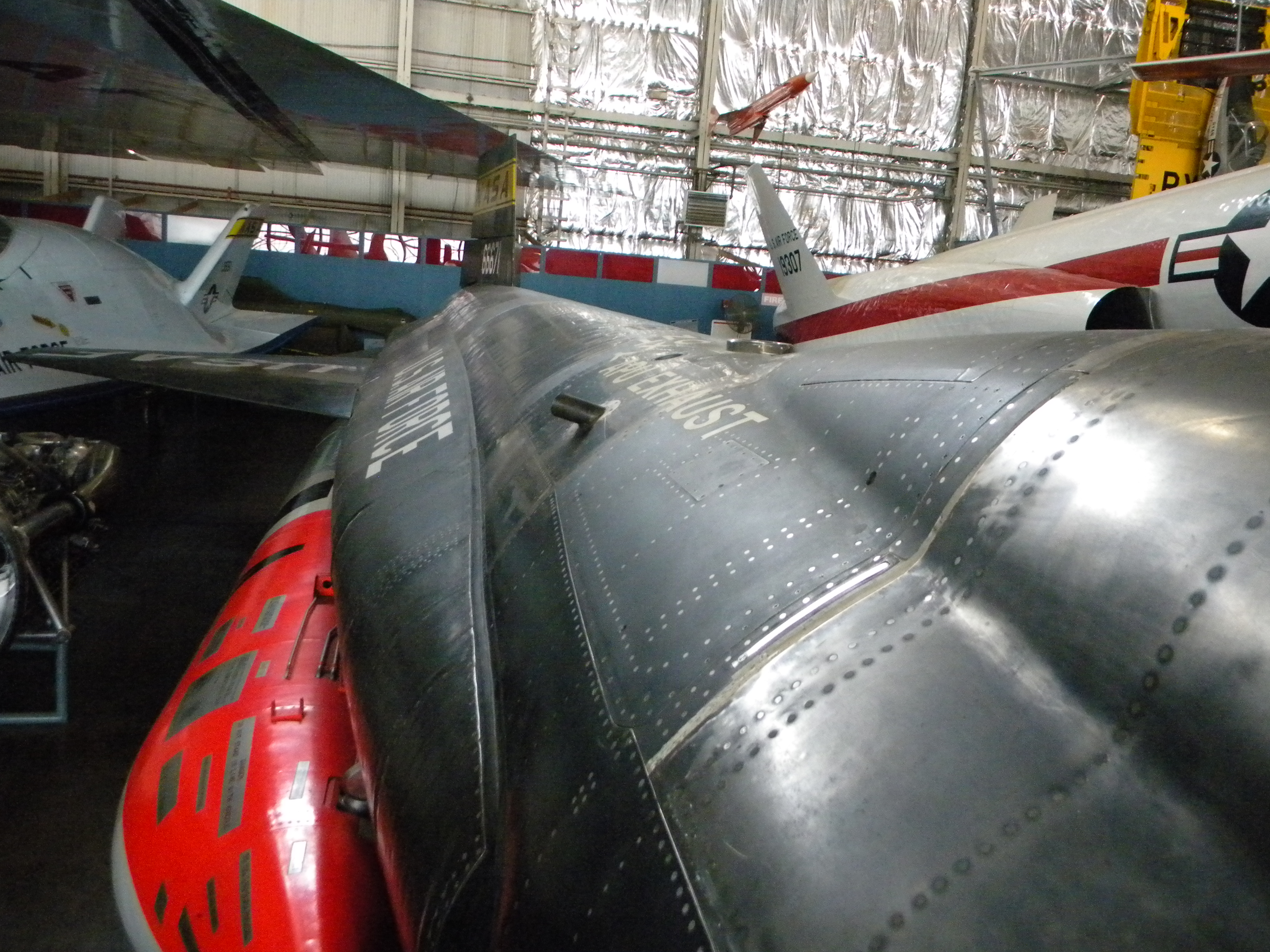
Вид обшивки вблизи.
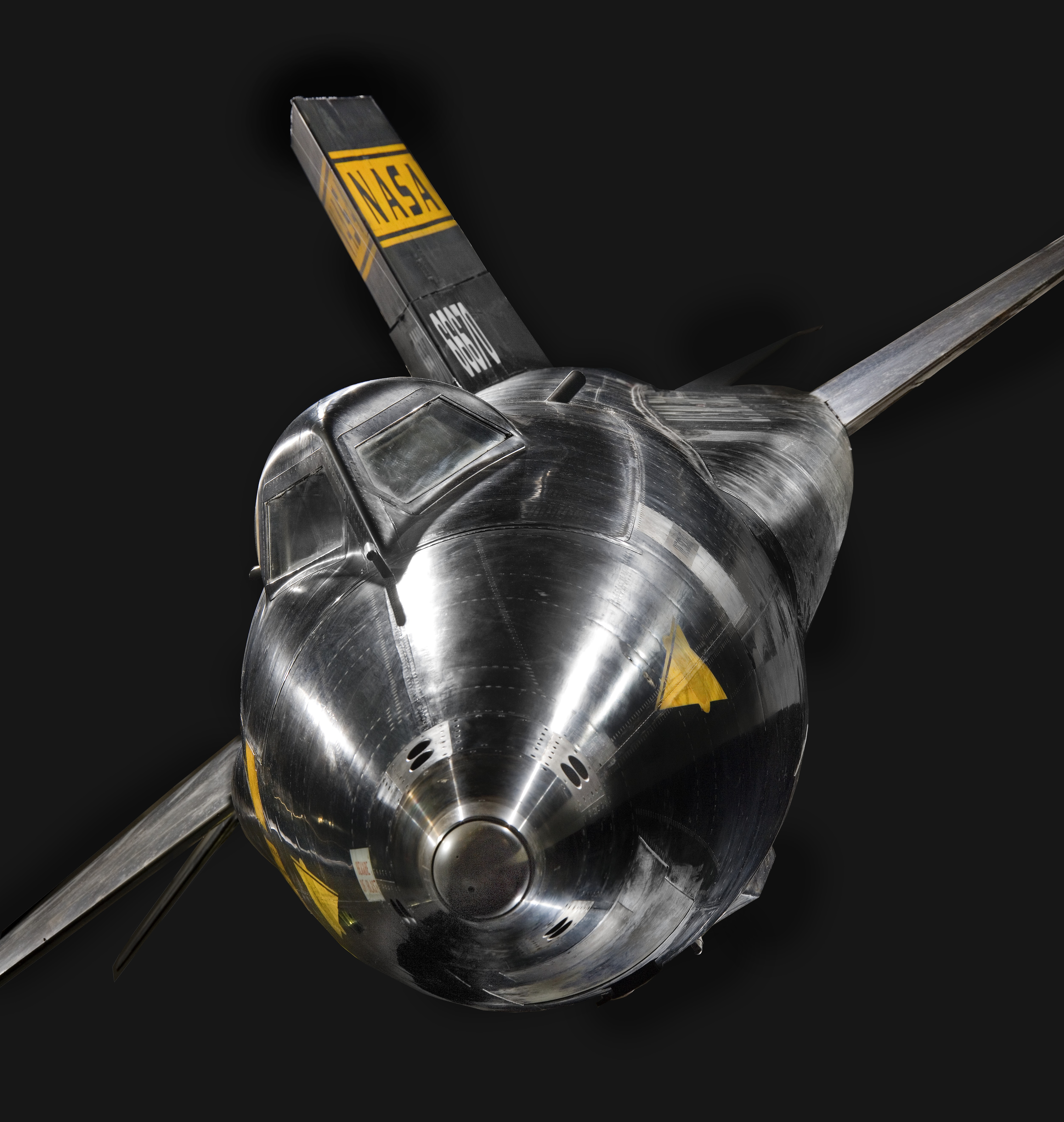
Носовая часть фюзеляжа вблизи.

Разработка

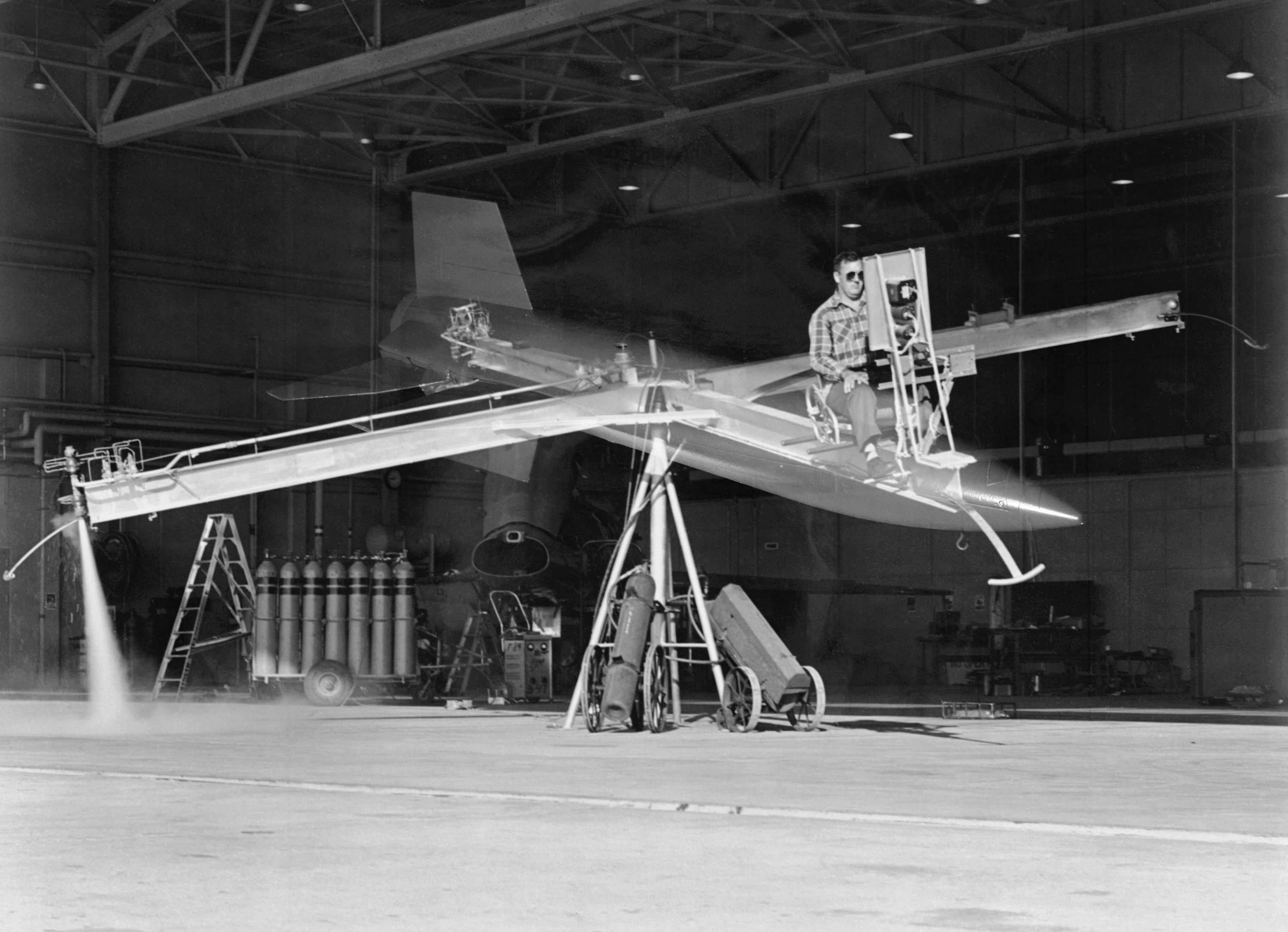
Симулятор X-15 созданный для обучения пилотов.
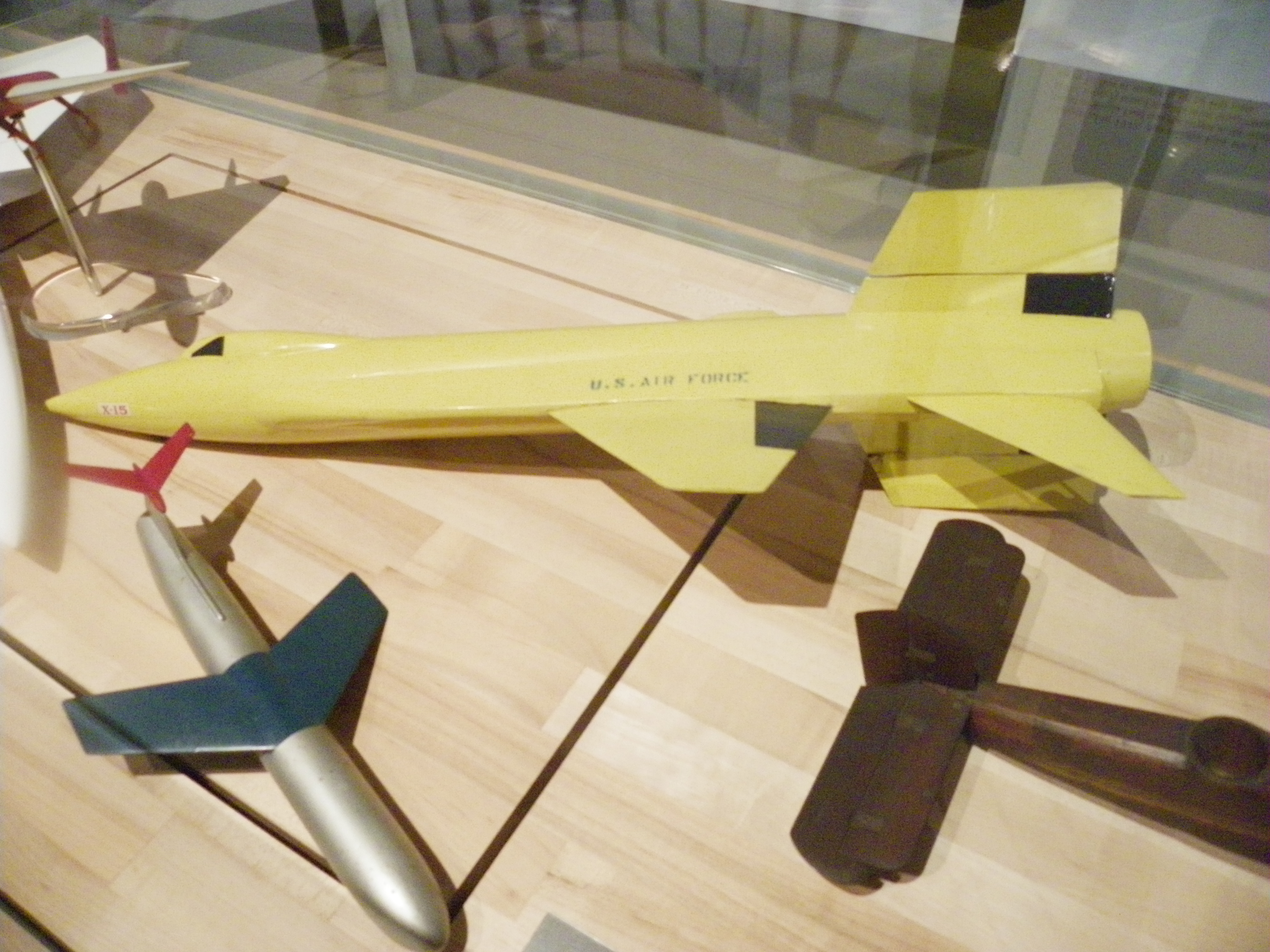
Модель X-15 созданная для тестирования аэродинамики.
Проведение испытаний.
Опыты продолжаются.
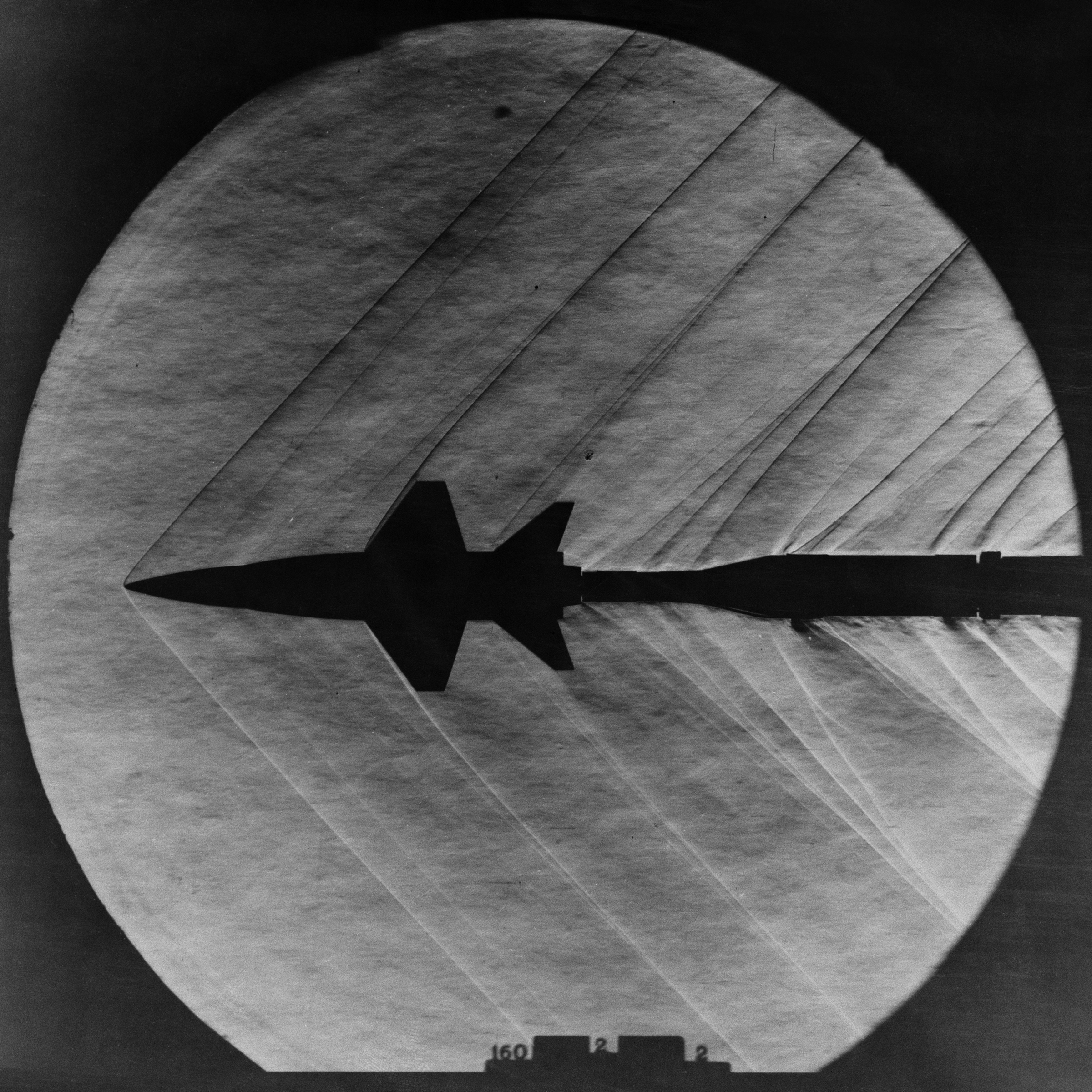
Результаты замеров, проведённых на модели X-15 в сверхзвуковой аэротрубе.
Один из вариантов дизайна.
Другой вариант.
Работа над моделью 1 к 10.
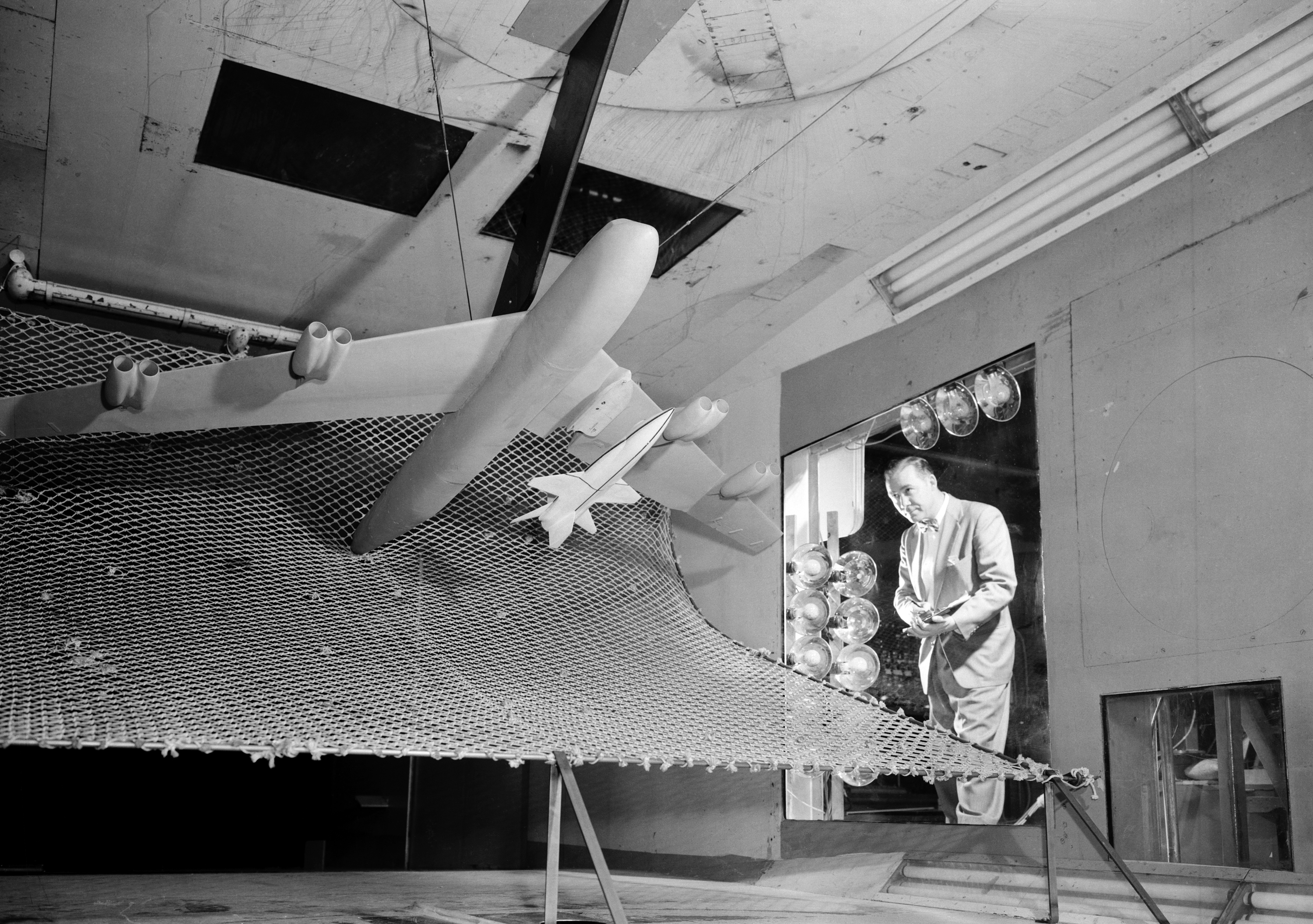
Модель масштаба 1 к 20.
Модель для сбросов.
В собранном виде.
Тестовый стенд — X-15 отдельно от двигателя.

## Ответственные за программу X-15 сотрудники North American Aviation
- Главный инженер программы — Чарльз Фелтц[8].
- Помощники главного инженера — Раун Робинсон и Бад Беннер[9].
- Начальник лётных испытаний — Кью Си Харви[10].
- Инженер по лётным испытаниям — Сэм Рихтер[9].
- Главный врач программы — Тобиас Фридман[11].
- Начальник лётно-подъёмного состава — Дюк Литтлтон[12].
- Лётчик-испытатель компании — Элвин Уайт[англ.][13].

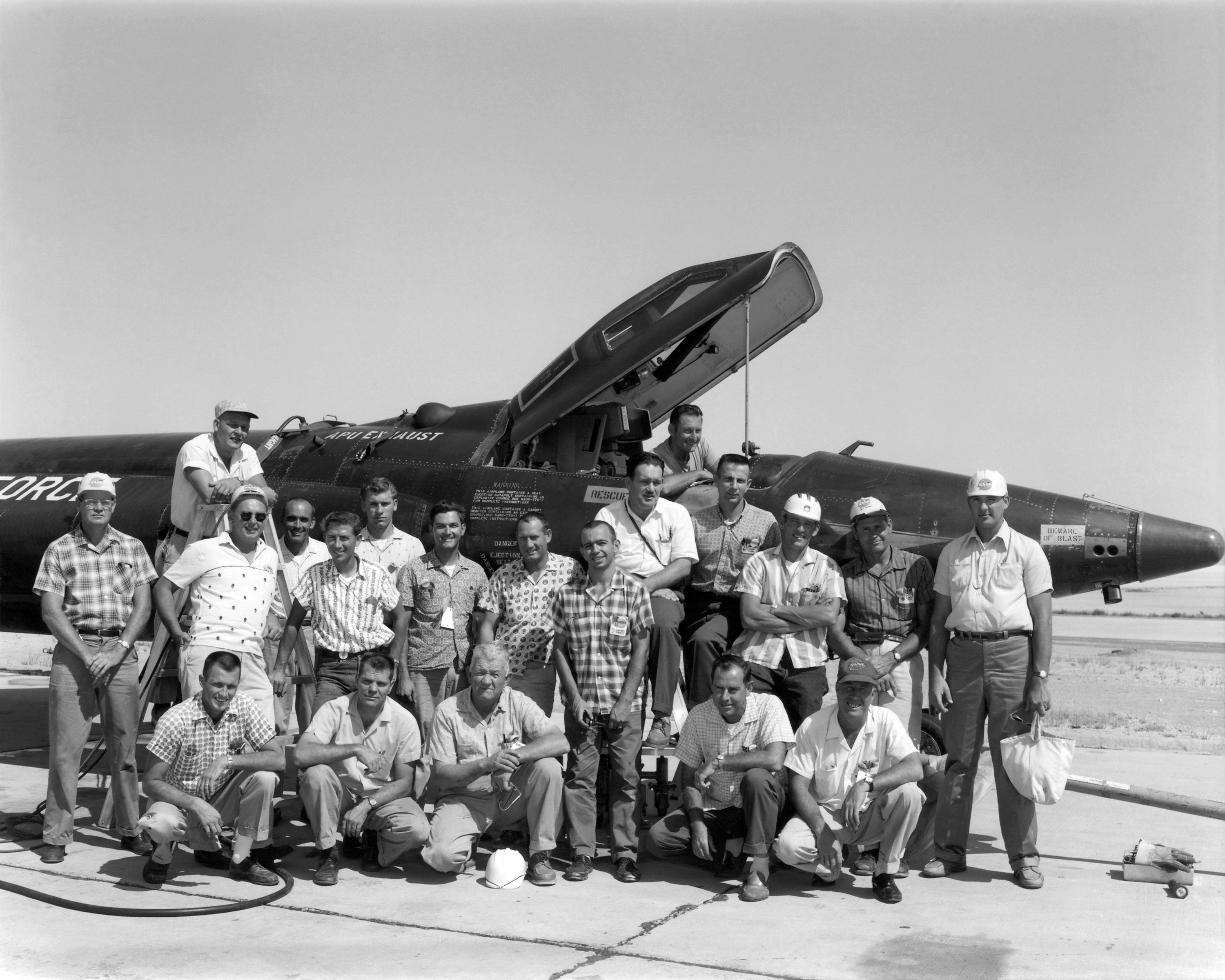
Персонал — групповое фото.
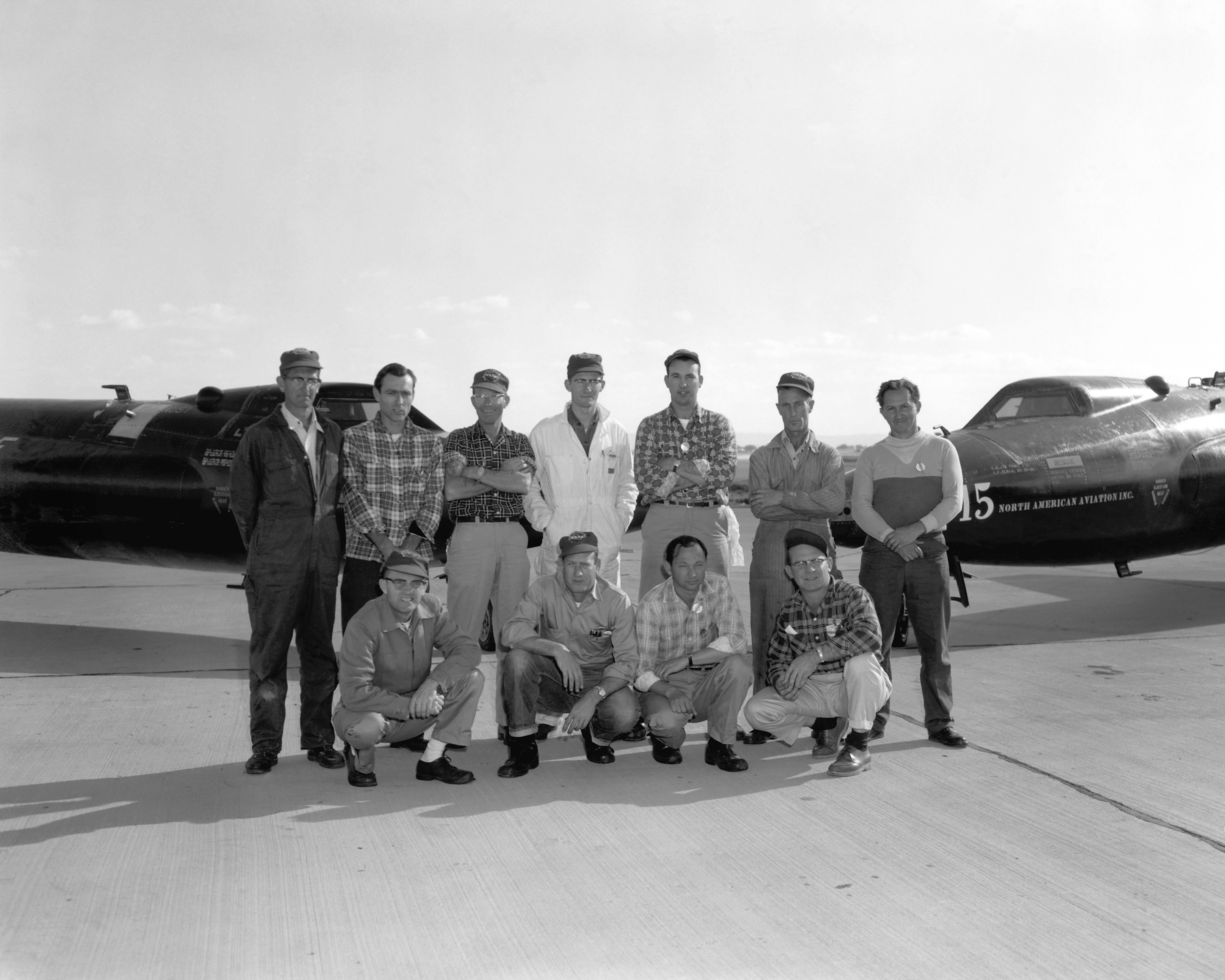
Совместное фото в честь полёта всех трёх X-15 совершённых в течение одной недели.

## Компании исполнители
В разработке и производстве X-15 участвовали более трёхсот компаний, некоторые из них:
- Техническое руководство проектом, системная инженерия — North American Aviation, Inc., Колумбус, Огайо;
- Реактивная двигательная установка — Thiokol Chemical Corp., Бристол, Пенсильвания;[14]
- Ракетный двигатель XLR-99 с модификациями — Thiokol Chemical Corp., Reaction Motors, Inc.[англ.], Денвилл, Нью-Джерси;[15]
- Вспомогательная силовая установка — General Electric Co., Rocket Engine Section, Эвендейл, Огайо;[16]
- Жидкостная азотная система охлаждения, система герметизации и наддува кабины, система контроля давления и температуры — Garrett Corp., AiResearch Manufacturing Co., Лос-Анджелес, Калифорния;[9]
- Бортовая аппаратура и приборы — Lear, Inc.[англ.], Instrument Division, Гранд-Рапидс, Мичиган;[9]
- Бортовое навигационное оборудование — Bowmar Instrument Corp., Форт-Уэйн, Индиана;[17]
- Электронная приборная система — Sperry Rand Corp., Sperry Gyroscope Co., Гарден-Сити, Нью-Йорк;[9]
- Аппаратура заатмосферного контроля — Bell Aircraft Corp., Avionics Division, Буффало, Нью-Йорк;[9]
- Бортовой радиолокационный маяк-ответчик — Lockheed Aircraft Corp., Stavid Engineering, Inc., Плейнфилд, Нью-Джерси;[18]
- Стойкое керамическое термопокрытие марки Rokide — Norton Co.[англ.], Refractories Division, Вустер, Массачусетс;[19]
- Жаропрочный никелево-хромовый сплав для поверхностей корпуса марки Inconel X — International Nickel Co., Нью-Йорк;[9]
- Высотно-компенсирующий костюм пилота — David Clark Company, Inc.[англ.], Вустер, Массачусетс.[9]

## Ход полёта
Порядок проводившихся действий:

Схема самолёта.

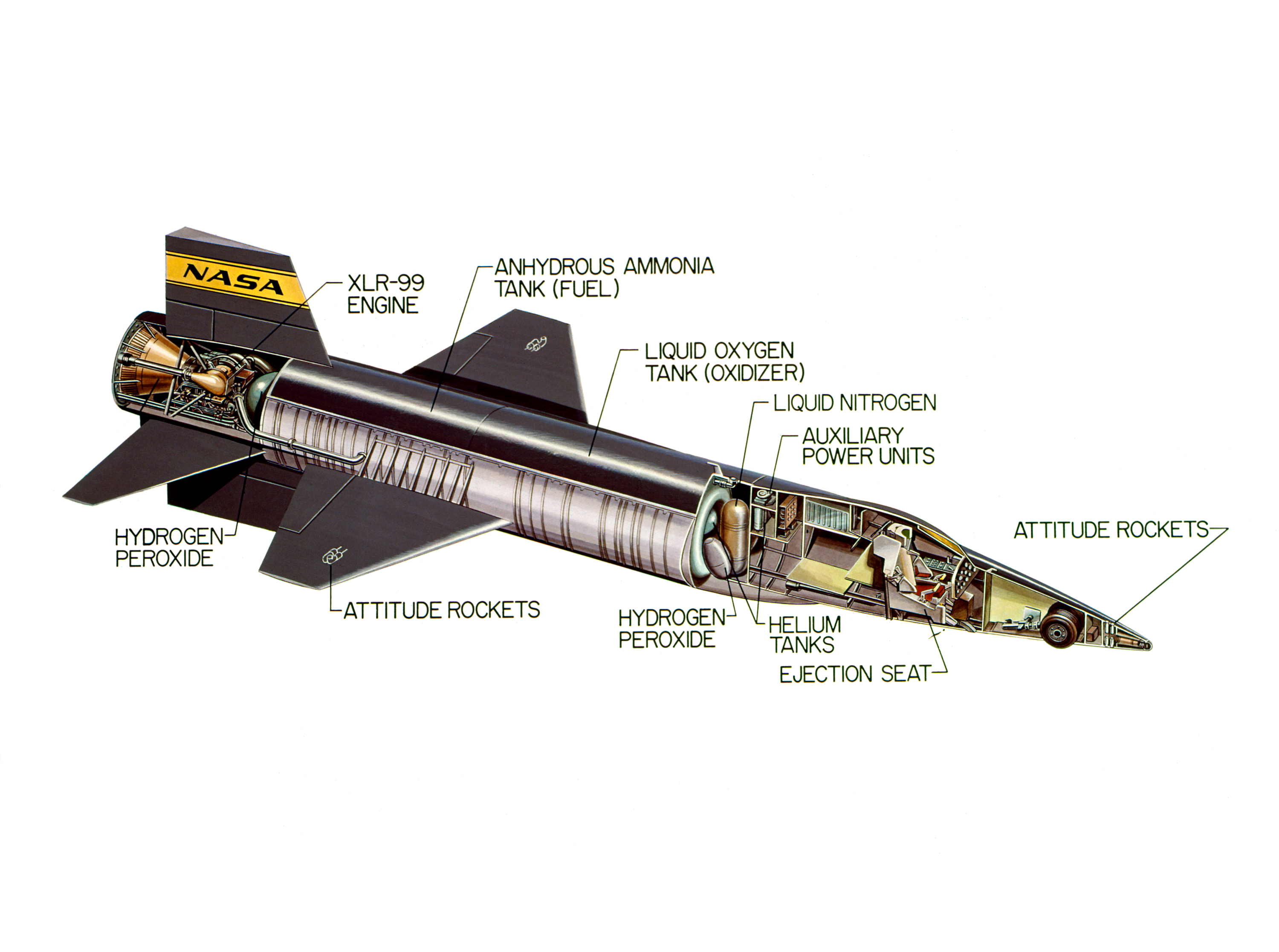
Рисунок — X-15 в разрезе.

Отцепка от самолёта-носителя, включение двигателя, набор скорости и высоты, отключение двигателя, полёт по инерции за пределы плотной земной атмосферы, достижение динамического потолка, баллистический спуск, вход в атмосферу, выход из пикирования, снижение, посадка.
Лётчик выполнял воздушный старт с внешней подвески под крылом стратегического бомбардировщика B-52 на высоте около 15 км. Приземлялся на дне высохшего солёного озера. Общее время полёта после отделения от носителя около 15 минут. Совершено 199 полётов. Высота полётов до 107 км, скорость до М=6,72.

Полёты начались в 1959 году. Центр управления полётами был оборудован на авиабазе «Эдвардс». В наземном обслуживании аппаратов участвовало около ста человек лётно-подъёмного состава.

### Подготовка полёта
Обратный отсчёт начинался за двадцать часов до взлёта самолёта-носителя с наземного аэродрома, тогда же начинались работы по стыковке реактивного летательного аппарата к крылу самолёта-носителя, заправка осуществлялась за пять часов до взлёта. Личный отсчёт пилота начинался за час перед вылетом. Для удобства последнего был предусмотрен персональный трейлер с различными удобствами и системой вентиляции, привозивший пилота прямо к самолёту перед вылетом и увозивший обратно по прилёте. Перед вылетом пилот надевал ВКК стоимостью $18 тыс., под который медицинским персоналом монтировались различные приборы и датчики биометрических данных (пульса, температуры тела, давления кровеносных сосудов, частоты дыхания и т. д.). Затем следовала проверка и подгонка нательного снаряжения и аппаратуры, после чего пилот поднимался в кабину. За время от взлёта самолёта-носителя до отделения реактивного летательного аппарата от крыла пилот выполнял свыше пятидесяти контрольных мероприятий, имевших целью обеспечить строжайшее соблюдение техники безопасности, в частности, проверку нормальной работы системы радиосвязи и других систем жизнеобеспечения и обеспечения полёта. После минутного предупреждения от пилота самолёта-носителя пилот рапортовал о своей готовности к старту (данная информация была предназначена прежде всего руководителю полётами на земле). После отстыковки пилот приступал к выполнению текущей лётной программы.

### Рекордные полёты
Рекордным полётом, совершённым по программе Х-15, стал полёт пилота Джо Уокера 22 августа 1963 года.
Данные по этому полёту:
- Полная масса заправленного самолёта: 15195 кг
- Масса израсходованного топлива: 6577 кг
- Масса после посадки: 6260 кг
- Максимальная достигнутая высота: 107,96 км
- Дальность полёта: 543,4 км
- Продолжительность активного участка полёта: 85,8 секунды
- Число Маха: 5,58
- Носитель: бомбардировщик NB-52A

В полёте достигнут неофициальный рекорд высоты для самолёта, продержавшийся с 1963 до 2004. Максимальная скорость — 7274 км/ч. Максимальная высота — 107,96 км. Рекорд установлен самолётом X-15 #3, номер 56-6672.
Профиль большинства полётов выглядел приблизительно следующим образом: после отделения от самолёта-носителя жидкостный ракетный двигатель X-15 включился на 85 секунд. К моменту выключения двигателя ускорение составило порядка 4 G (39 м/с²). В апогее траектории аппарат вышел за пределы атмосферы, невесомость продолжалась около 4 минут. В течение этого времени пилот провёл запланированные исследования, сориентировал (с помощью струйных газовых рулей) аппарат для входа в атмосферу. При возвращении в атмосферу внешняя обшивка аппарата местами нагревалась до 650 °C. Перегрузки на участке возвращения в атмосферу достигли 5 G в течение 20 секунд. Общее время полёта от момента отделения от носителя до приземления составило 12 минут.

### Полёты на высоту более 80 км (50 миль), считавшиеся космическими
В таблице представлены полёты на самолёте X-15 на высоту более 50 миль (ок. 80,5 км). Такие полёты считаются в США космическими, а люди, преодолевшие эту высоту, — астронавтами.
| Дата                                            | Фотография пилота | Лётчик-астронавт                            | № полёта  | № самолёта | № полёта самолёта | Скорость (км/ч) | Высота (м) |
| ----------------------------------------------- | ----------------- | ------------------------------------------- | --------- | ---------- | ----------------- | --------------- | ---------- |
| 17.07.1962                                      |                   | Роберт Уайт (англ. Robert Michael White)    | 62        | 3          | 7                 | 6 167           | 95 936     |
| 17.01.1963                                      |                   | Джо Уокер (англ. Joseph Albert Walker)      | 77        | 3          | 14                | 5 918           | 82 814     |
| 27.06.1963                                      |                   | Боб Рэшуорт (англ. Robert Aitken Rushworth) | 87        | 3          | 20                | 5 512           | 86 868     |
| 19.07.1963                                      | —                 | Джо Уокер (англ. Joseph Albert Walker)      | 90        | 3          | 21                | 5 971           | 106 009    |
| 22.08.1963                                      | —                 | Джо Уокер (англ. Joseph Albert Walker)      | 91        | 3          | 22                | 6 106           | 107 960    |
| 29.06.1965                                      |                   | Джо Энгл (англ. Joseph Henry Engle)         | 138       | 3          | 44                | 5 523           | 85 527     |
| 10.08.1965                                      | —                 | Джо Энгл (англ. Joseph Henry Engle)         | 145 (143) | 3          | 46                | 5 713           | 82 601     |
| 28.09.1965                                      |                   | Джек Маккей (англ. John Barron McKay)       | 150       | 3          | 49                | 6 006           | 90 099     |
| 14.10.1965                                      | —                 | Джо Энгл (англ. Joseph Henry Engle)         | 153       | 1          | 61                | 5 720           | 81 229     |
| 01.11.1966                                      |                   | Билл Дейна (англ. William Harvey Dana)      | 174       | 3          | 56                | 6 035           | 93 543     |
| 17.10.1967                                      |                   | Пит Найт (англ. William John Knight)        | 190       | 3          | 64                | 6 206           | 85 496     |
| 15.11.1967                                      |                   | Майк Адамс (англ. Michael James Adams)      | 191       | 3          | 65                | 5 745           | 81 077     |
| 21.08.1968                                      | —                 | Билл Дейна (англ. William Harvey Dana)      | 197       | 1          | 79                | 5 541           | 81 534     |
| Дополнение, другие пилоты не вошедшие в таблицу |                   |                                             |           |            |                   |                 |            |
|                                                 | Фотография пилота | Лётчик-астронавт                            |           |            |                   |                 |            |
|                                                 |                   | Нил Армстронг                               |           |            |                   |                 |            |
|                                                 |                   |                                             |           |            |                   |                 |            |
|                                                 |                   |                                             |           |            |                   |                 |            |

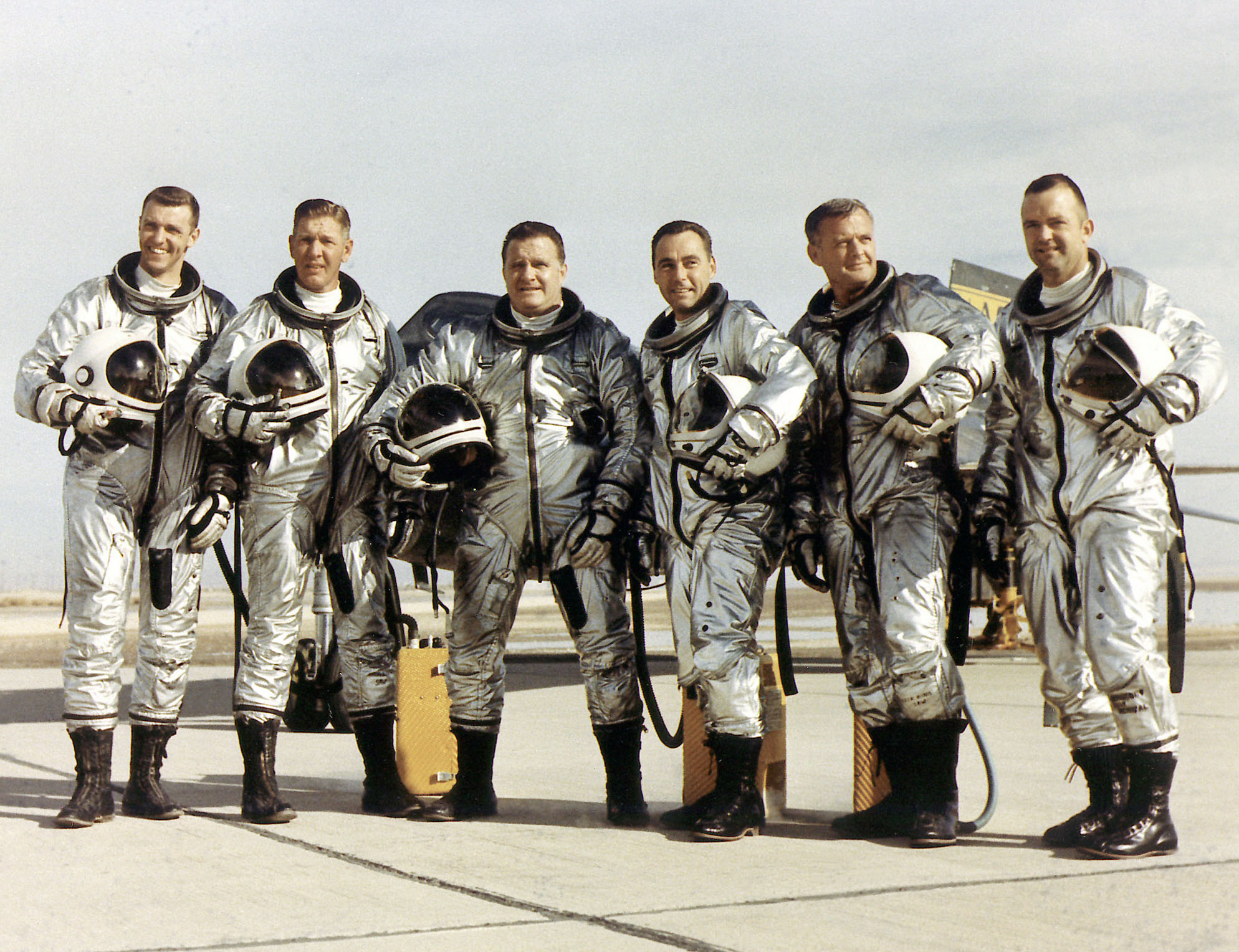
Совместная фотография пилотов X-15, слева направо: Джо Энгл, Боб Рэшуорт, Джек Маккей, Пит Найт, Милт Томпсон, Билл Дейна — на фотографии нет Нила Армстронга, Роберта Уайта, Майка Адамса и ещё пяти пилотов программы.

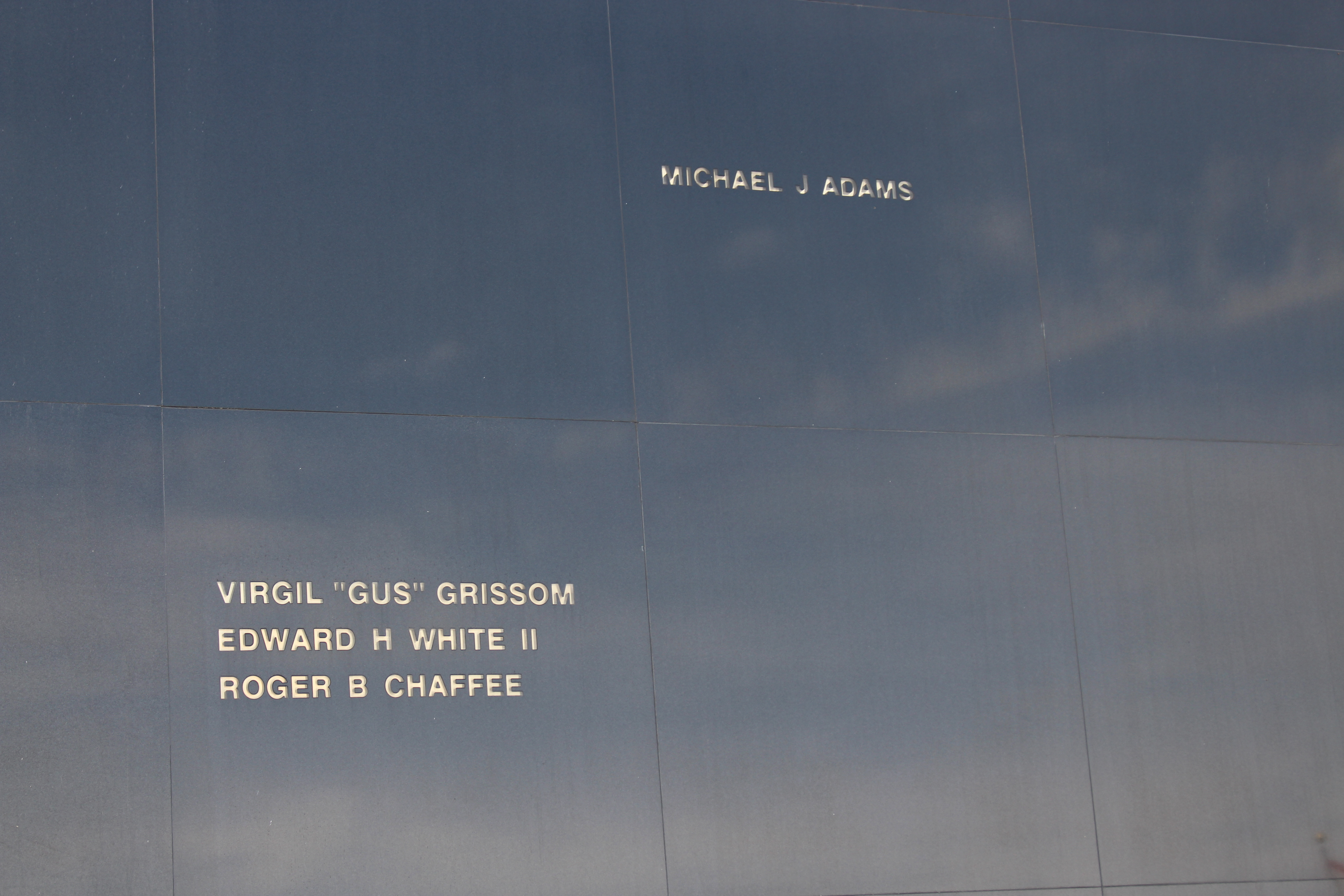
Имя Майка Адамса на «Космическом зеркале» — справа вверху.

Ставший впоследствии первым человеком на Луне Нил Армстронг тоже был лётчиком Х-15 с ноября 1960 по июль 1962 года. Он совершил на самолётах № 1 и 3 семь полётов, но в таблицу его полёты не входят. Самый высокий его полёт был на 39,3 мили (63,2 км). Он покинул проект, чтобы в сентябре 1962 года пройти отбор в астронавты НАСА второго набора.
Полёт № 191 закончился катастрофой. Майк Адамс, достигнув в своём седьмом полёте запланированной высоты, погиб, когда по неустановленным причинам полёт на скорости M=5 и высоте 18,9 км стал неуправляемым и самолёт разрушился. Это сыграло немалую роль в закрытии проекта. Его имя — одно из 24 начертанных на сооружённом в 1991 году «Космическом зеркале».
Выше линии Кармана (высота границы космоса по правилам FAI) Х-15 поднял только Уокер, причём дважды. Имя Джо Уокера отсутствует на «Космическом зеркале», хотя он погиб в авиакатастрофе в 1966 году, раньше Адамса. Но там есть имена лётчиков из набора астронавтов, не совершавших космических полётов, а разбившихся на тренировочном самолёте во время подготовки.

## Развитие проекта
Помимо X-20, рассматривался проект X-15B — увеличенный X-15 с двухместной кабиной (лётчик с наблюдателем), доставляемый на орбиту ракетой-носителем Saturn I. Он развивал бы орбитальную скорость (около 29000 км/ч) на высоте до 3220 км.